# Tyrannosaurus
Tyrannosaurus (del griego latinizado tyrannus 'tirano' y saurus 'lagarto') es un género fósil con dos especies válidas de dinosaurios terópodos tiranosáuridos, que vivieron a finales del período Cretácico Superior, entre 72 a 66 millones de años, entre el Campaniense y el Maastrichtiense, en lo que es hoy América del Norte. Su distribución en el continente fue mucho más amplia que la de otros tiranosáuridos. 
Tyrannosaurus fue un carnívoro bípedo con un enorme cráneo equilibrado por una cola larga y pesada. En relación con sus largos y poderosos miembros traseros, los miembros superiores de Tyrannosaurus eran pequeños, pero sorprendentemente fuertes para su tamaño, y terminaban en dos dedos con garras. Durante mucho tiempo fue el mayor carnívoro de su ecosistema; debió de haber sido el superpredador, cazando hadrosáuridos y ceratópsidos, aunque algunos expertos han sugerido que era principalmente carroñero. El debate de si Tyrannosaurus fue un depredador dominante o un carroñero es uno de los más largos en la paleontología.
Descrito en 1905 y con más de treinta especímenes, Tyrannosaurus rex, es la especie tipo. De estos fósiles identificados, algunos de los cuales son esqueletos casi completos. Se han encontrado tejido conjuntivo y proteínas en por lo menos uno de estos especímenes. La abundancia de material fósil ha permitido investigar en detalle muchos aspectos de su biología, incluyendo su ciclo de vida y su biomecánica. Dentro de taxonomía  existe polémica, con algunos científicos que consideran a Tarbosaurus bataar de Asia como una especie de Tyrannosaurus mientras otros mantienen a Tarbosaurus como género separado. Varios otros géneros de tiranosáuridos también han sido sinonimizados con Tyrannosaurus. A lo largo de estos años se han descrito especies hoy consideradas inválidas, de China se conocen Tyrannosaurus lanpingensis de los lechos rojos de Yunnan en 1975, Tyrannosaurus turpanensis de la Formación Subashi Formation en 1978 y Tyrannosasurus luanchuanensis de la formación Quiba en 1979, hoy sinonimizadas con Tarbosaurus baatar. En 2001 se nombró a Tyrannosaurus zhuchengensis cerca de Zhucheng, muy cerca de donde en 2011 se encontrara a Zhuchengtyrannus magnus, a la que posiblemente pertenezca, según muchos expertos. 
En 2022 a partir de la especie T. rex se erigieron dos nuevas especies, Tyrannosaurus regina y Tyrannosaurus imperator que no han tenido aceptación entre la mayoría de los paleontólogos. Recién en 2024 Dalman y sus colegas describieron los restos de un ejemplar descubierto en 1983 en la Formación del Lago Hall del límite Campaniano-Maastrichtiano de Nuevo México y erigieron una nueva especie válida a la que llamaron Tyrannosaurus mcraeensis.

## Descripción

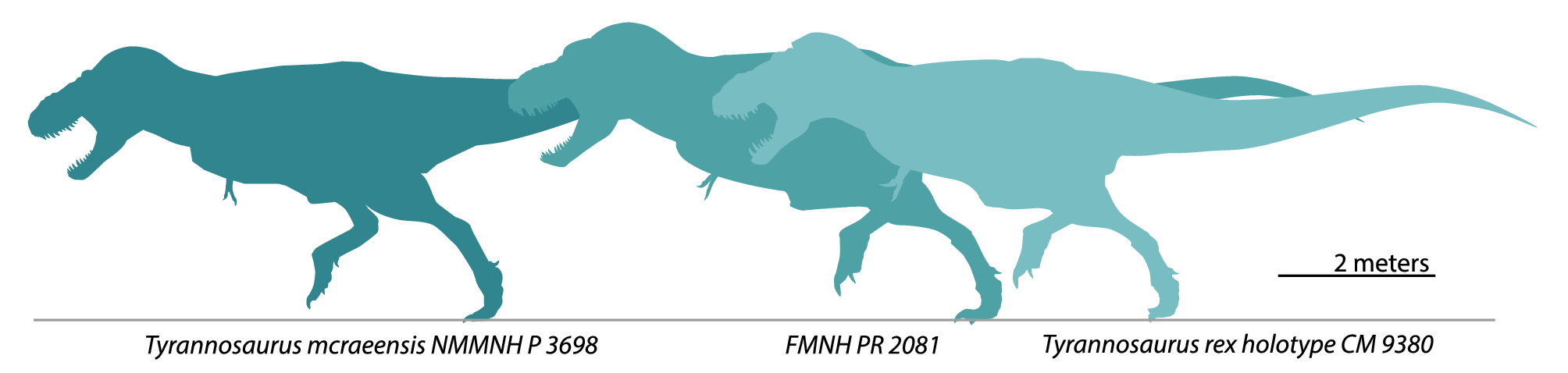
Comparación entre las distintas especies de Tyrannosaurus.

Tyrannosaurus tenía el plan corporal básico de los miembros de su familia: cabeza grande, cuello corto en forma de S, el torso paralelo al suelo con miembros superiores pequeños, miembros traseros muy desarrollados y una larga cola. Distintos ejemplares hallados de Tyrannosaurus rex medían entre 11,1 y 13 metros de longitud, con pesos estimados de 5,6 a 9,5 toneladas. Se estimó que T. mcraeensis medía 12 metros de largo, lo que es similar al tamaño de un T. rex adulto. Tyrannosaurus  poseía un gran cráneo de alrededor de 1,4  metros provisto de fenestras oculares y nasales. Su cráneo presenta un gran número de huesos fusionados, supliendo la movilidad por una estructura más maciza, hecho inusual en los terópodos, que por lo general tenían huesos ligeros.
El cuello era grueso, musculoso y corto y formaba una curva natural con forma de S como en otros terópodos, pero era corto y musculoso para soportar su enorme cabeza. Los miembros superiores solo tenían dos dedos con garras, junto con un pequeño metacarpiano adicional, vestigio de un tercer dígito. En cambio los miembros traseros estaban entre los más largos en proporción con el tamaño corporal de cualquier terópodo. La cola era pesada y larga, formada por más de cuarenta vértebras, para equilibrar los enormes torso y cabeza. Para compensar el inmenso tamaño del animal, muchos huesos de su esqueleto eran huecos, reduciendo su peso sin pérdida significativa de fuerza.

## Descubrimiento e investigación

### Primeros descubrimientos

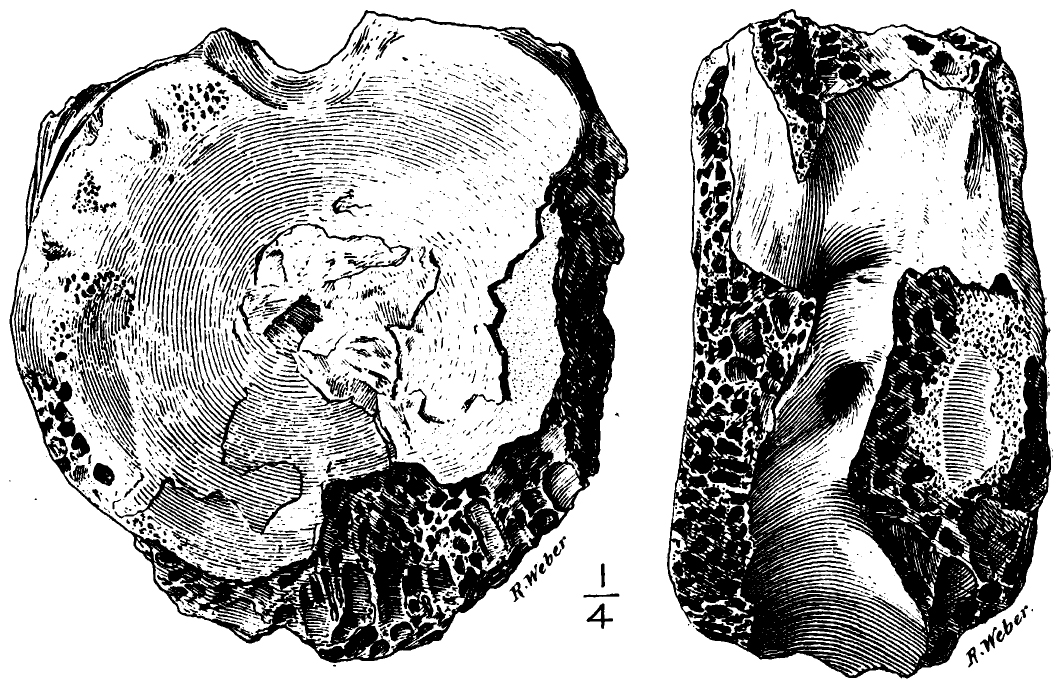
Centro vertebral de Manospondylus gigas-

Todos los especímenes se han encontrado en Norteamérica. Unos dientes que hoy son documentados como Tyrannosaurus rex fueron encontrados en 1874 por Arthur Lakes cerca de Golden, Colorado. A principios de la década de 1890, John Bell Hatcher recolectó elementos postcraneales en el este de Wyoming. Estos fósiles se consideraron en un principio pertenecientes a una especie gigante de Ornithomimus, O. grandis, luego llamados Deinodon, pero ahora se lo considera un ejemplar de Tyrannosaurus rex.

### Manospondylus
En 1892, Edward Drinker Cope encontró dos fragmentos vertebrales, uno de los cuales se encuentra perdido, de un gran dinosaurio. Cope creía que los fragmentos pertenecían a un dinosaurio "agatáumido", ceratópsido, y los llamó Manospondylus gigas, que significa "vértebra porosa gigante", en referencia a las numerosas aberturas para los vasos sanguíneos que encontró en el hueso. Los restos de M. gigas fueron, en 1907, identificados por Hatcher como los de un terópodo en lugar de un ceratópsido. Fue atribuida a Tyrannosaurus rex en 1912 por Henry Fairfield Osborn. Henry Fairfield Osborn reconoció la similitud entre Manospondylus gigas y T. rex ya en 1917, momento en el que se había perdido la segunda vértebra. Debido al estado fragmentado de las vértebras de Manospondylus, Osborn no sinonimizó los dos géneros, sino que consideró indeterminado el género más antiguo.

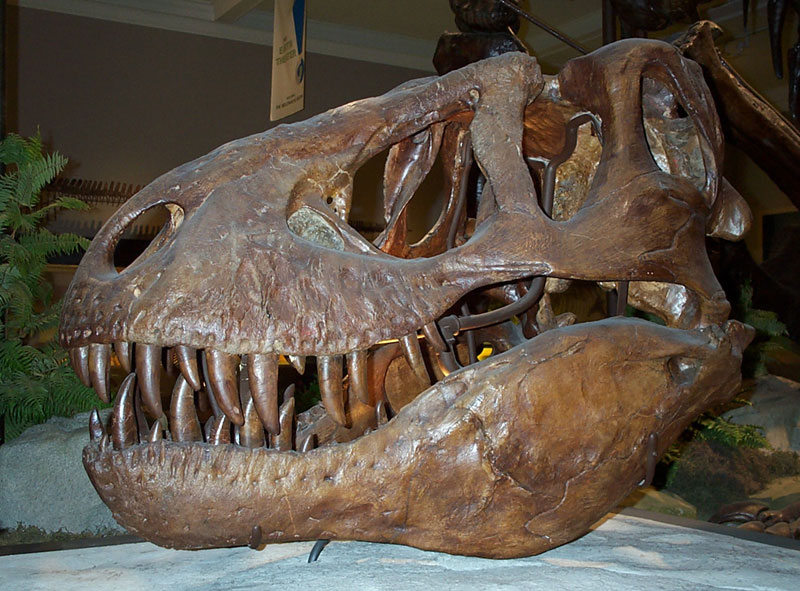
Cráneo tipo de T. rex, del Museo Carnegie de Historia Natural. Reconstruido en forma incorrecta tomando como modelo uno de Allosaurus.

En junio de 2000, un equipo del Instituto Black Hills localizó la ubicación de M. gigas en Dakota del Sur y desenterró nuevos huesos de alrededor del 10% de un esqueleto de Tyrannosaurus en dicho lugar, catalogados bajo el número BHI 6248. Los investigadores concluyeron que se trataba del mismo individuo y que los restos eran idénticos a los de Tyrannosaurus rex. De acuerdo con las reglas del Código Internacional de Nomenclatura Zoológica (ICZN), el sistema que gobierna los nombres científicos de los animales, Manospondylus debería haber tenido prioridad sobre Tyrannosaurus por haber sido utilizado primero, cosa que también sucederia con las especies. Sin embargo la cuarta edición de la ICZN, que empezó a tener efecto el 1 de enero de 2000, estableció una excepción que permite seguir considerando Tyrannosaurus rex como el nombre válido. Si alguien lo desafiase ante la ICZN, cosa que todavía no ha ocurrido, muy probablemente sería considerado un nomen protectum, "nombre protegido", y Manospondylus gigas sería considerado nomen oblitum, "nombre olvidado".
Henry Fairfield Osborn, presidente del Museo Americano de Historia Natural, describió para la ciencia a Tyrannosaurus rex en 1905. El nombre genérico proviene de las palabras en griego τυραννος, tyrannos, que significa "tirano" y σαυρος, sauros, por "lagarto". Osborn usó la palabra latina rex, que se traduce como "rey", para el término específico. La nomenclatura binominal completa de esta especie, Tyrannosaurus rex, se traduce del latín como "el rey de los lagartos tiranos", poniendo énfasis en el gran tamaño del dinosaurio, con el que, se supone, dominaba a todos los otros animales de su tiempo. Siendo la primera especie y única del género hasta 2024.

### Trabajo de Barnum Brown, 1900-1940

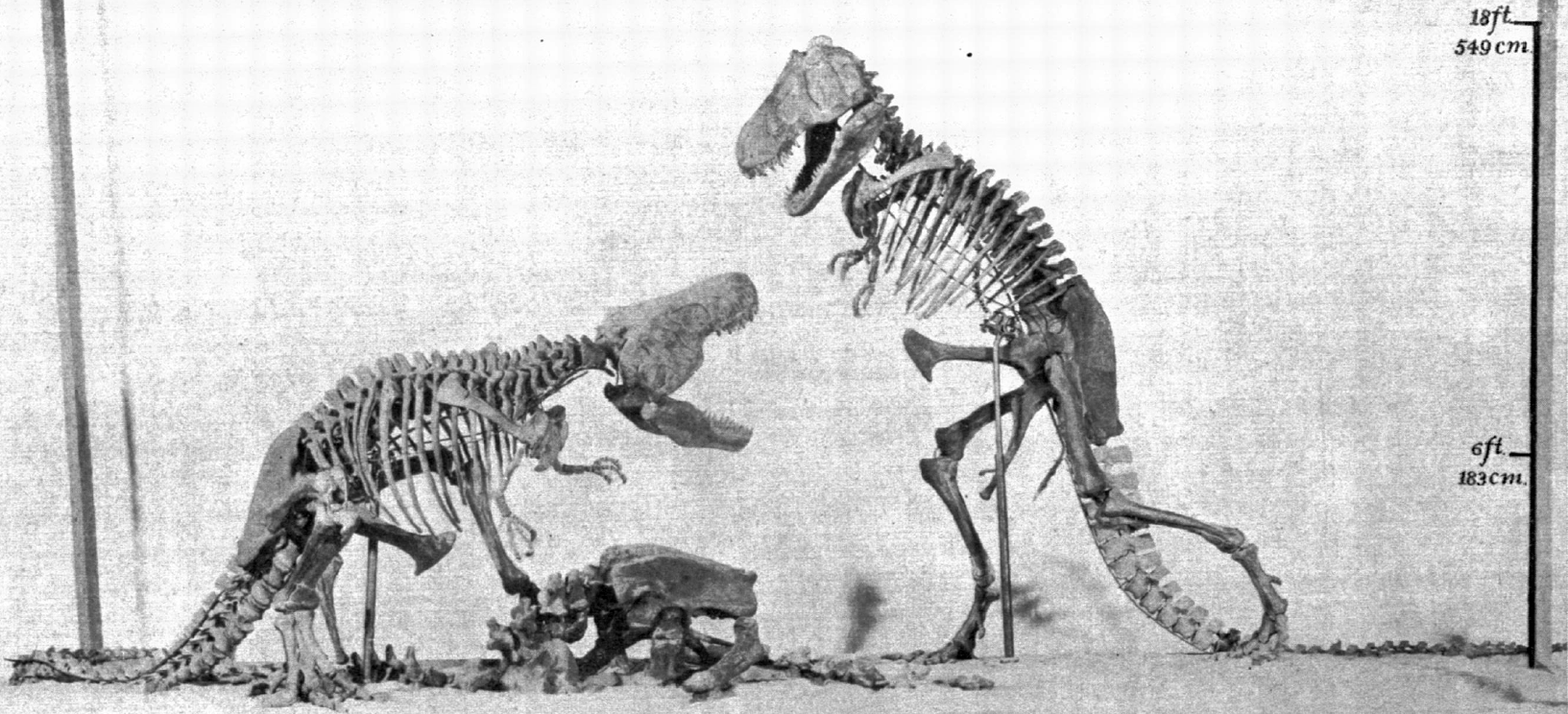
Este es un modelo a escala de una exhibición de Tyrannosaurus rex que fue planeada por el Museo Americano de Historia Natural pero que nunca se ejecutó. La imagen fue publicada en un artículo de 1913 escrito por el presidente del museo, Henry Fairfield Osborn, quien murió en 1935. Nótese la postura trípode anticuada, la presencia de tres de dos y no dos, la forma del cráneo es incorrecta y el hallux invertido.

Barnum Brown, el conservador auxiliar del Museo Americano de Historia Natural, encontró el primer esqueleto de T. rex en Wyoming en 1900. Luego encontró otro esqueleto parcial en la Formación Hell Creek en Montana, en 1902, que comprende aproximadamente 34 huesos fosilizados. Escribiendo en ese momento, Brown dijo: "La Cantera No. 1 contiene el fémur, el pubis, el húmero, tres vértebras y dos huesos indeterminados de un gran dinosaurio carnívoro no descrito por Marsh ... Nunca he visto algo así en el Cretácico". El primer espécimen fue originalmente nombrado Dynamosaurus imperiosus en el mismo documento en el que fue descrito Tyrannosaurus rex a partir del segundo. En 1906, Osborn reconoció que los dos esqueletos eran de la misma especie y seleccionó Tyrannosaurus como el nombre preferido. Si no hubiera sido por el orden de las páginas, Dynamosaurus se habría convertido en el nombre oficial. El material original del Dynamosaurus se encuentra en las colecciones del Museo de Historia Natural de Londres. En 1941, el espécimen tipo T. rex fue vendido al Museo Carnegie de Historia Natural en Pittsburgh, Pensilvania, por 7000 dólares. Dynamosaurus, más tarde sería honrado por la descripción de 2018 de otra especie de tiranosáurido por Andrew McDonald y sus colegas, Dynamoterror dynastes, cuyo nombre se eligió en referencia al nombre de 1905, ya que había sido un "favorito de la infancia" de McDonald's.
En total, Barnum Brown encontró cinco esqueletos parciales de T. rex. Brown recolectó su segundo tiranosaurio en 1902 y 1905 en la formación Hell Creek, Montana. Este fue el holotipo que Osborn usó para describir a Tyrannosaurus rex en 1905. En 1941 se lo vendió al Museo Carnegie de Historia Natural en Pittsburgh, Pensilvania. El cuarto hallazgo de Brown, que fue el más importante, también descubierto en la formación Hell Creek, está expuesto en el Museo Americano de Historia Natural en Nueva York. Desde la década de 1910 hasta finales de la década de 1950, los descubrimientos de Barnum siguieron siendo los únicos especímenes de Tyrannosaurus, ya que la Gran Depresión y las guerras mantuvieron a muchos paleontólogos fuera del campo.

### Resugimiento del interés, 1940-1990
A partir de la década de 1960 hubo un interés renovado en Tyrannosaurus, lo que resultó en la recuperación de 42 esqueletos en el oeste de América del Norte, completos entre el 5 y 80 % según el recuento de huesos. En 1967, el Dr. William MacMannis localizó y recuperó el esqueleto llamado MOR 008, que está completo en un 15 % según el recuento de huesos y tiene un cráneo reconstruido que se exhibe en el Museo de las Montañas Rocosas. La década de 1990 vio numerosos descubrimientos, con casi el doble de hallazgos que en todos los años anteriores, incluidos dos de los esqueletos más completos encontrados hasta la fecha, Sue y Stan.

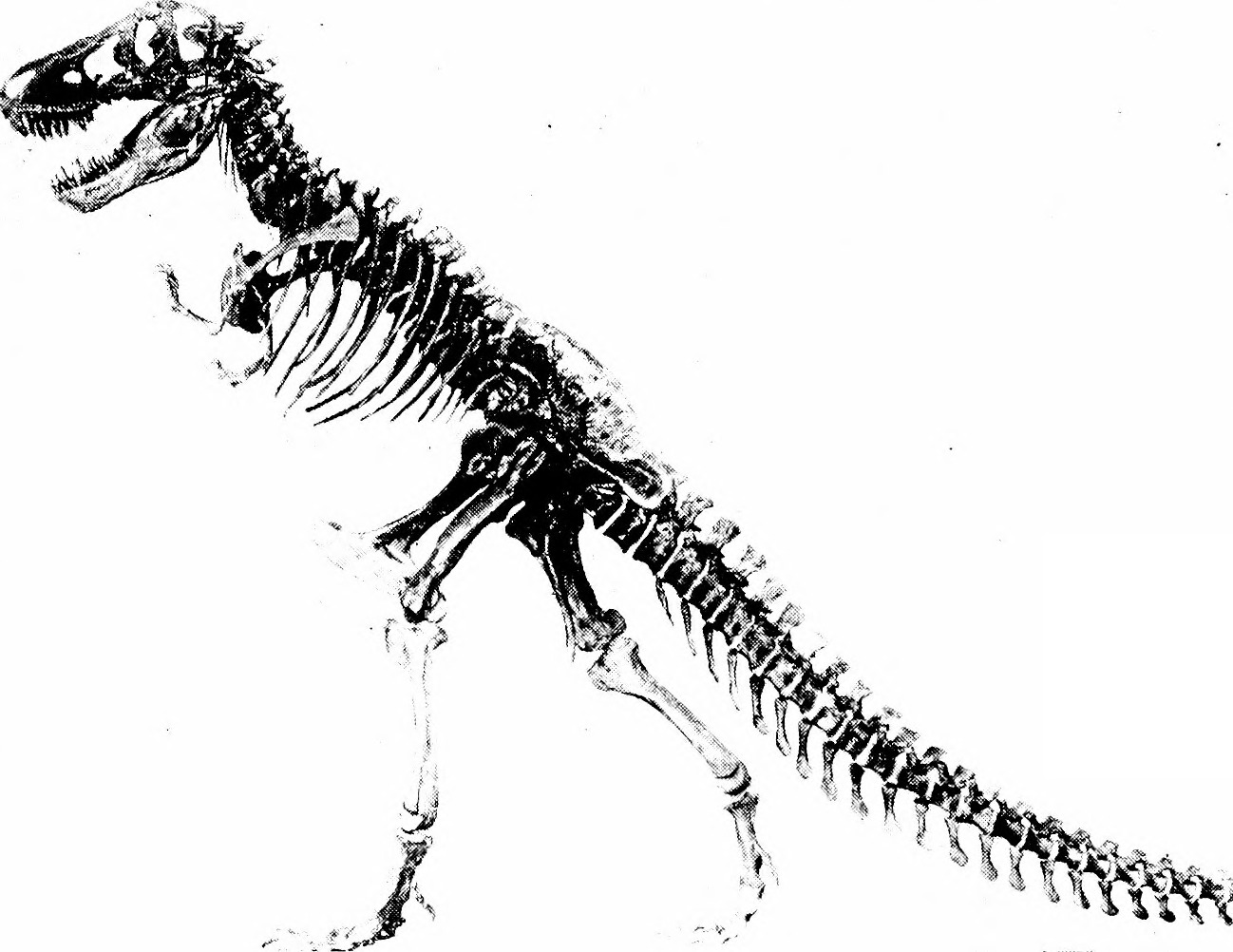
Reconstrucción del esqueleto publicada en el libtro "Principios de biología moderna" de 1964, en la que se puede ver la postura incorrecta.

Varios esqueletos más de Tyrannosaurus rex fueron descubiertos hasta finales de la década de 1980. El cráneo de Nanotyrannus, muchas veces considerado un T. rex juvenil, fue recuperado de Montana en 1942. En 1966, un grupo de trabajadores del Museo Americano de Historia Natural bajo la dirección de Harley Garbani descubrió un cráneo completo de T. rex maduro, LACM 23844. Cuando fue mostrado en Los Ángeles, LACM 23844 se convirtió en el mayor cráneo expuesto de T. rex en todo el mundo. Garbani siguió descubriendo muchos esqueletos durante más de una década, incluyendo LACM 23845, el holotipo de Albertosaurus megagracilis, muchos de los cuales son mantenidos en la colección del Museo de Paleontología de la Universidad de California en Berkeley, en California. Otros cráneos y esqueletos parciales fueron descubiertos en Dakota del Sur y Alberta, Canadá a principios de la década de 1980.
Hasta 1987, los restos de Tyrannosaurus rex eran escasos. Sin embargo, en las décadas de 1980-1990 se ha presenciado el descubrimiento y la descripción de alrededor de una docena de especímenes adicionales. El primero fue un Tyrannosaurus apodado Stan en honor al paleontólogo aficionado Stan Sacrison, que se encontró en la Formación Hell Creek cerca de Buffalo, Dakota del Sur, en la primavera de 1987. Después de 30.000 horas de excavación y preparación, surgió un esqueleto completo al 65 % que ahora se expone en el Museo Black Hills de Historia Natural en Hill City, Dakota del Sur. Este Tyrannosaurus, cuyo nombre de inventario es BHI 3033, presenta muchas patologías en sus huesos, incluyendo fracturas en costillas y cuello que luego sanaron y un espectacular agujero en la parte trasera de su cabeza, del tamaño de un diente de Tyrannosaurus.

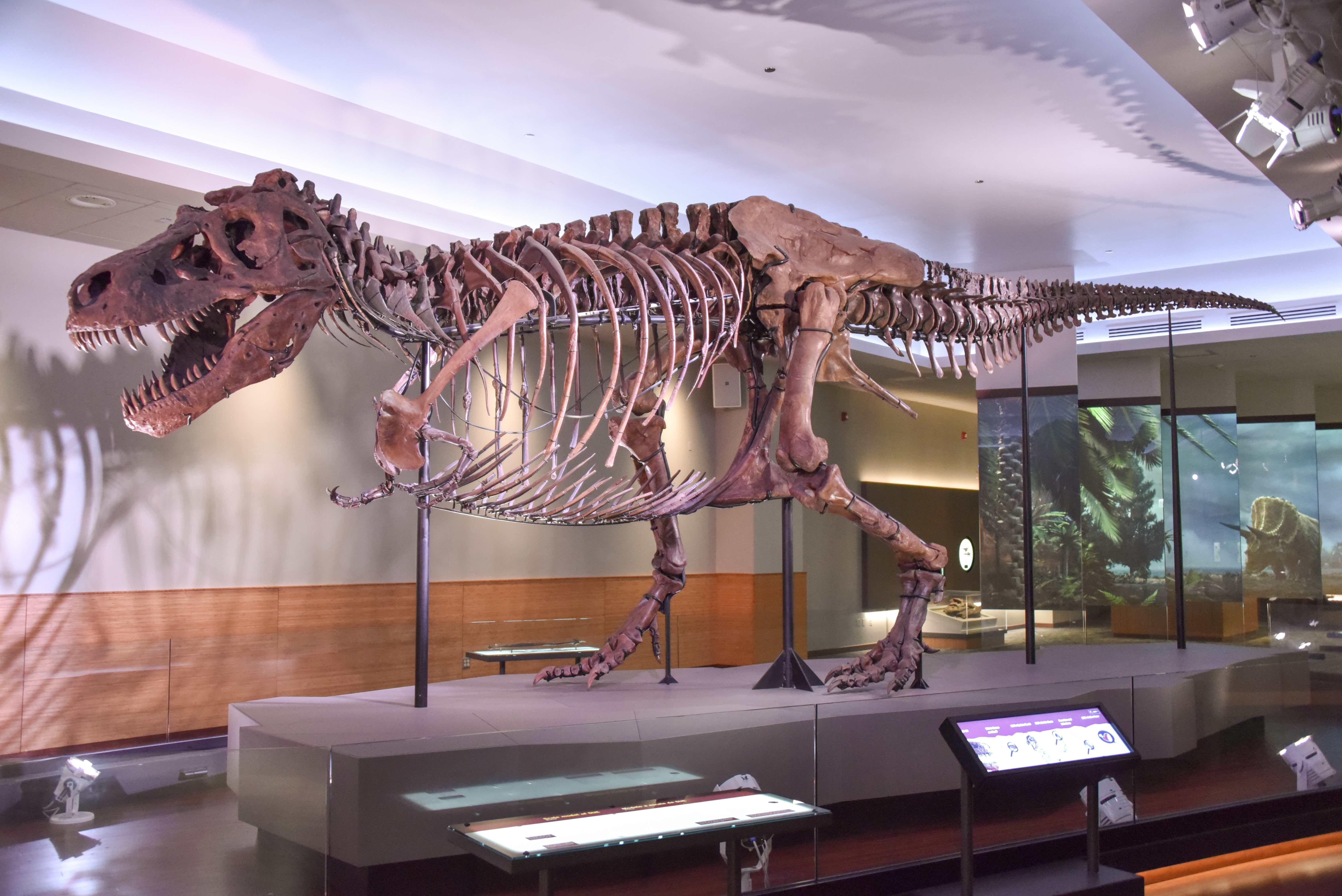
Sue, Tyrannosaurus del Field Museum, Chicago.

Susan Hendrickson, paleontóloga amateur, descubrió el esqueleto fósil de T. rex más completo, más del 85 % y de mayor tamaño conocido hasta ese momento, en la Formación de Hell Creek cerca de Faith, Dakota del Sur, el 12 de agosto de 1990. El ejemplar se apodó Sue en honor a su descubridora. Sobre la propiedad de ese espécimen de T. rex se entabló una enconada batalla legal. En 1997 esta se resolvió a favor de Maurice Williams, dueño original del terreno en el que se halló, y la colección fósil se vendió en subasta por 7,6 millones de dólares. A la fecha enero de 2021 el esqueleto se ha vuelto a montar y se expone en el Museo Field de Historia Natural, en Chicago. El estudio de los huesos fosilizados de Sue muestra que el individuo alcanzó su tamaño completo a los 19 años de edad y murió 9 años después, viviendo en total 28 años. Se han descubierto otros dos fósiles de T. rex en la misma cantera en la que se encontró a Sue, un subadulto y un juvenil, lo cual indica que T. rex quizá viviera en manadas u otra clase de grupos. Las primeras especulaciones de que Sue pudo haber muerto por una mordedura en la parte posterior de la cabeza no han podido ser confirmadas. Muchos estudios posteriores han mostrado muchas patologías, pero no se han encontrado marcas de mordeduras. El daño en la parte posterior del cráneo pudo haber sido causado por aplastamiento post mortem. Algunas especulaciones indican que Sue pudo haber muerto de hambre después de contraer una infección parasitaria por comer carne putrefacta. La parasitosis resultante habría causado inflamación en la garganta, impidiendo en última instancia que Sue pudiera ingerir alimento. Esta hipótesis es apoyada por los agujeros finos y lisos en su cráneo, que son similares a los causados en las aves modernas que contraen el mismo tipo de parásito.

### Últimos hallazgos
En 1998, Bucky Derflinger descubrió un dedo del pie de T. rex expuesto sobre el suelo, lo que convirtió a Derflinger, que tenía 20 años en ese momento, en la persona más joven en descubrir un Tyrannosaurus. El espécimen, apodado Bucky en honor a su descubridor, era un adulto joven, de tres metros de altura y once metros de largo. Bucky es el primer Tyrannosaurus encontrado que conserva una fúrcula. Actualmente se exhibe permanentemente en el Museo de los Niños de Indianápolis.

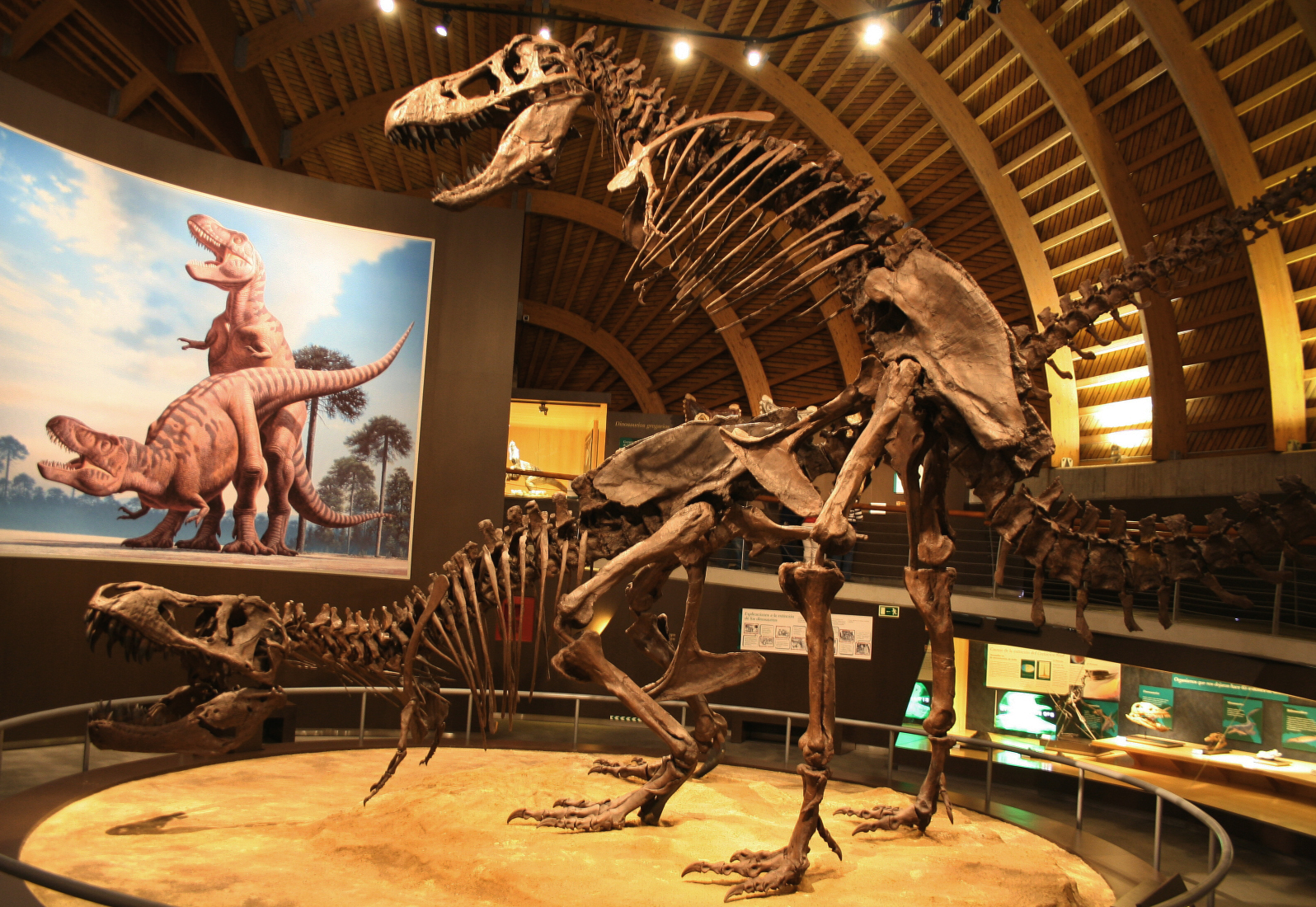
Posible estrategia reproductiva del Tyrannosaurus rex. Expuesto en el MUJA.

En el verano boreal de 2000, Jack Horner descubrió cinco especímenes de Tyrannosaurus cerca de la Reserva de Fort Peck en Montana. Uno de estos esqueletos, apodado C. rex, fue reportado como el mayor Tyrannosaurus jamás encontrado.
En 2001, un equipo de investigadores del Museo Burpee de Historia Natural de Rockford (Illinois) descubrió en la Formación de Hell Creek en Montana el 50 % del esqueleto de un ejemplar juvenil de tiranosaurio, al que apodaron Jane. Inicialmente, el hallazgo fue considerado el primer esqueleto conocido del pequeño tiranosáurido Nanotyrannus, pero una investigación posterior reveló que el fósil pertenecía a un ejemplar juvenil de Tyrannosaurus. Este espécimen es el ejemplar juvenil más completo y mejor preservado hallado hasta la fecha. Jane ha sido examinada por Jack Horner, Peter Larson, Robert Bakker, Gregorio Erikson y varios otros paleontólogos de renombre debido a la circunstancia única que constituye la edad del ejemplar en el momento de su muerte. En 2021 Jane estaba en exposición en el Museo Burpee de Historia Natural en Rockford, Illinois. En 2002, un esqueleto llamado Wyrex, descubierto por los coleccionistas aficionados Dan Wells y Don Wyrick, tenía 114 huesos y estaba completo en un 38 %. La excavación concluyó durante tres semanas en 2004 por el Instituto Black Hills con la primera excavación en vivo de Tyrannosaurus en línea que proporcionó informes diarios, fotos y videos.

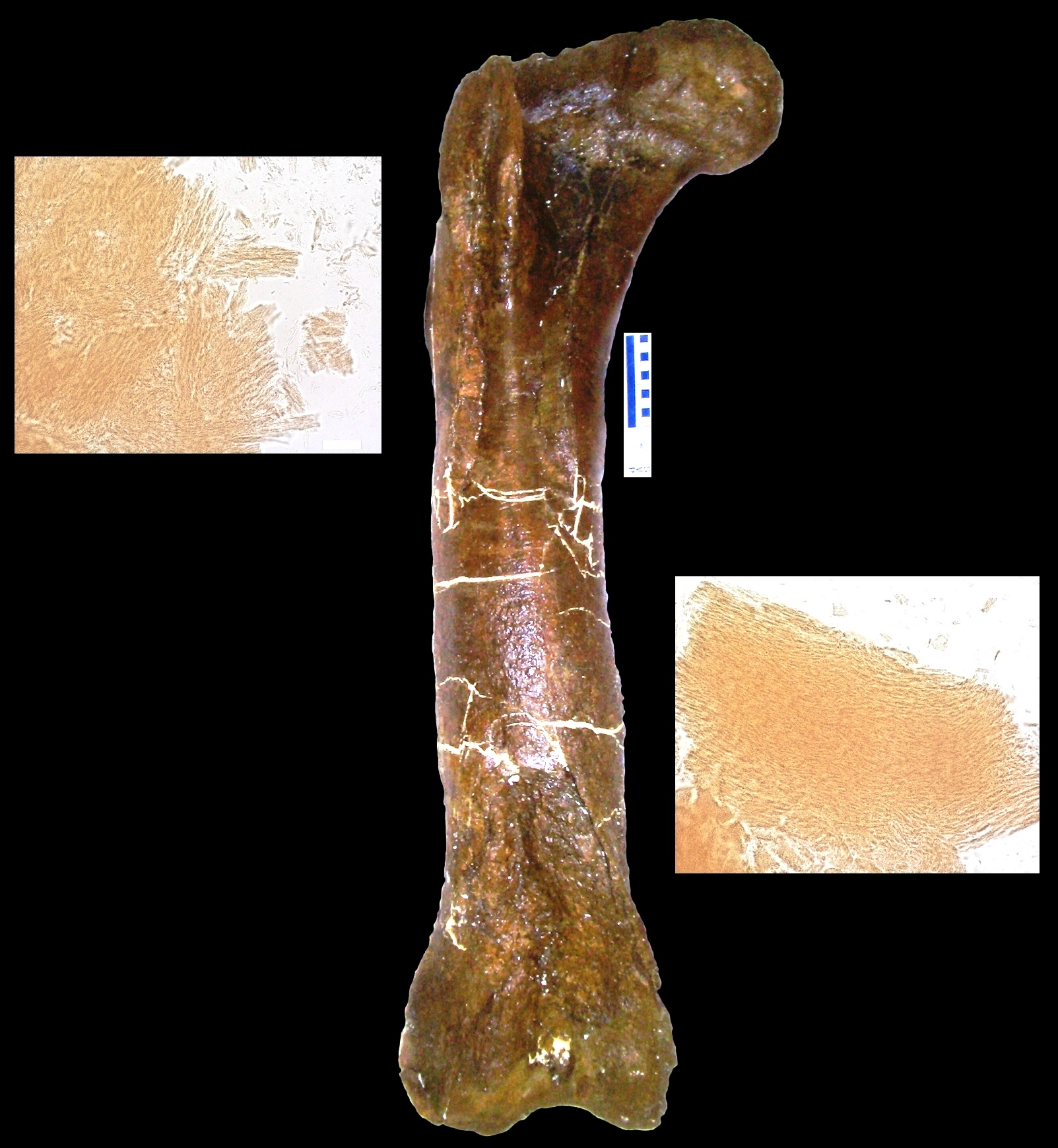
Fémur del espécimen MOR 1125 de T. rex, del cual se obtuvieron la matriz desmineralizada y péptidos (en los recuadros).

En 2005 se anunció la recuperación de tejido blando de la cavidad medular de un hueso de la pata fosilizada de un T. rex, que databa aproximadamente de hace 68 millones de años. El hueso había sido roto intencionadamente aunque con renuencia para ser enviado y no fue conservado de la manera habitual porque su descubridora estaba deseando investigar el tejido blando. Designado como el espécimen MOR 1125 del Museo de las Rocosas, el dinosaurio había sido desenterrado previamente en la Formación de Hell Creek. Se pudieron reconocer vasos sanguíneos flexibles y bifurcados, y el tejido de la fibrosa pero elástica matriz del hueso. Además, se encontraron microestructuras parecidas a las células de la sangre dentro de la matriz y los vasos sanguíneos. Las estructuras son semejantes a las células y vasos sanguíneos del avestruz actual. Sin embargo, ya que este material parece haber sido conservado por un proceso desconocido y distinto al de la fosilización normal, los investigadores tienen cuidado de no afirmar que este se trata de material original del dinosaurio.
Un equipo científico ha afirmado que lo que realmente se encontró en el interior del hueso de Tyrannosaurus no era tejido original sino una biopelícula pegajosa creada por bacterias que cubrían los huecos ocupados originalmente por vasos sanguíneos y células. Sin embargo no hay evidencia de que una biopelícula pueda producir ramificaciones y tubos huecos como los observados en este caso.
Si resultase ser el material original, cualquier proteína sobreviviente podría usarse para estimar indirectamente algunos de los contenidos del ADN, ácido desoxirribonucleico, de los dinosaurios involucrados, porque cada proteína se crea típicamente por un gen específico. La ausencia de hallazgos anteriores puede ser meramente consecuencia de que los paleontólogos asumían que la conservación del tejido era imposible, y simplemente no lo observaron. Desde este hallazgo, se han encontrado otros dos tiranosaurios y un hadrosaurio que presentaban este tipo de estructuras y tejidos blandos. La investigación sobre algunos de los tejidos involucrados ha sugerido que las aves están más cerca de los tiranosaurios en el árbol evolutivo que de otros animales modernos.
En 2006 la Universidad Estatal de Montana reveló que estaba en posesión del mayor cráneo de tiranosaurio hallado hasta ahora. Descubierto en los años 1960, MOR-008, recientemente reconstruido, el cráneo mide 149,9 centímetros de largo; comparado con el cráneo de Sue, 140,7 centímetros, es un 6,5 % mayor.
El 16 de abril de 2021, un estudio de la Universidad de Berkeley estimó que el número total de T. rex que habitó en el planeta rondaba los 2 500 millones, repartidos a lo largo de 127 000 generaciones.

### Tyrannosaurus mcraeensis, la segunda especie

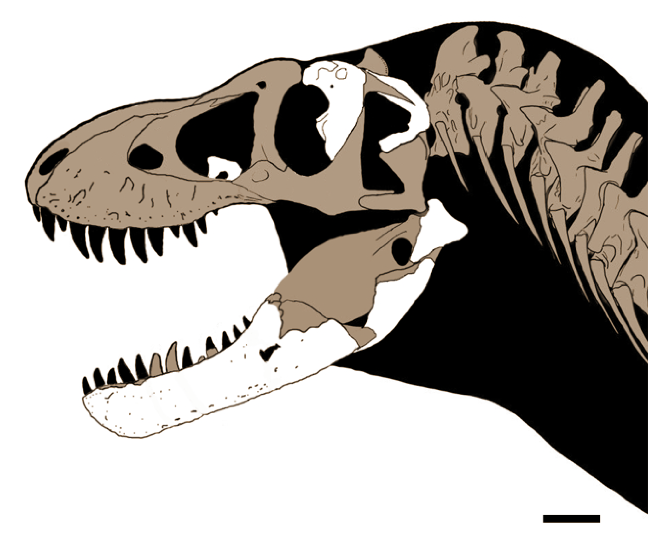
Cráneo reconstruido de T. mcraeensis

En 2024, Dalman y sus colegas describieron los restos de un Tyranosaurus descubierto en 1983 en la Formación Lago Hall del límite Campaniense-Maastrichtiense en Nuevo México Estados Unidos. Reubicado en el Museo de Historia Natural y Ciencia de Nuevo México, el material fósil, catalogado bajo el número NMMNH P-3698 y que consiste en el postorbitario derecho, el escamoso derecho, el palatino izquierdo y un maxilar incompleto del cráneo, el dentario izquierdo, el esplenial derecho y el prearticular derecho, angular derecho y articular derecho de la mandíbula inferior, dientes aislados y galones. Algunos de los huesos fueron mencionados brevemente en 1984 como pertenecientes a T. rex, y descritos en 1986.
Lehman y Carpenter en 1990 sugirieron que NMMNH P-3698 pertenecía a un nuevo género de tiranosáuridos, mientras que Carr y Williamson en 2000 no estuvieron de acuerdo con su afirmación. Sullivan y Lucas en 2015 argumentaron que hay poca evidencia que respalde a NMMNH P-3698 como un espécimen de Tyrannosaurus rex, por lo que lo clasificaron tentativamente como cf. Tyrannosaurus sp. y también consideraron que el llamado por entonces "tiranosaurio de McRae" vivió antes del Lanciense, hace 67 millones de años, con base en su coexistencia con Alamosaurus.
Dalman y colegas en 2024 propusieron el nuevo nombre Tyrannosaurus mcraeensis para el holotipo, NMMNH P-3698, haciendo referencia al Grupo McRae, las capas de rocas a las que pertenece la Formación Lago Hall. Se estimó que estas capas de roca databan de entre 72,7 y 70,9 millones de años, lo que se correlaciona con el Campaniense tardío o el Maastrichtiense temprano. Esto es aproximadamente entre 5 y 7 millones de años antes del T. rex, que existió a finales del último período. Se estimó que T. mcraeensis medía 12 metros de largo, lo que es similar al tamaño de un T. rex adulto. Los dos se distinguen por los caracteres del cráneo. Entre estos, el dentario de T. mcraeensis es proporcionalmente más largo y posee un mentón menos prominente y la mandíbula inferior menos profunda que la del T. rex, lo que sugiere una mordida más débil. Los dientes también son más romos y más comprimidos lateralmente, mientras que las crestas postorbitarias son menos prominentes. Asimismo, la anatomía esquelética muestra características compartidas con Tarbosaurus y Zhuchengtyrannus.

### Especies inválidas

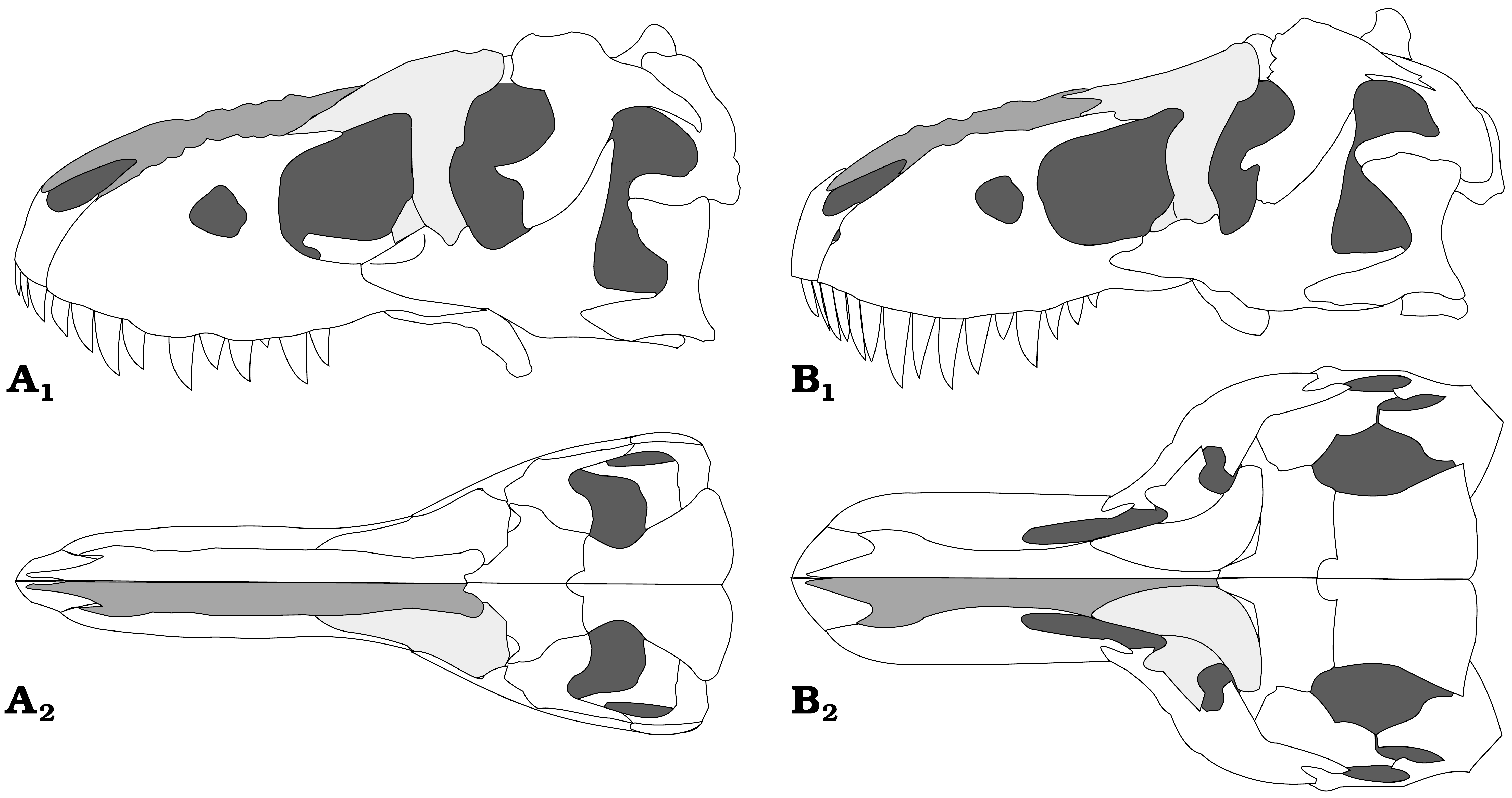
Diagrama que muestra las diferencias entre los cráneos de Tarbosaurus (A) y de Tyrannosaurus (B).

En 1955 el paleontólogo soviético Evgeny Maleev nombró a Tyrannosaurus bataar como una nueva especie de Mongolia. En 1965 esta especie fue renombrada Tarbosaurus bataar. A pesar del cambio de nombre, Tarbosaurus de Mongolia a veces es clasificado dentro del género Tyrannosaurus como T. bataar, aunque la mayor parte de los especialistas de tiranosaurios, como Tom Holtz, ven suficientes diferencias entre esas dos especies como para asegurar que se trata de géneros separados, mientras que otros lo consideran la especie asiática de Tyrannosaurus. Una reciente descripción del cráneo de Tarbosaurus bataar ha mostrado que es más estrecho que el de Tyrannosaurus rex y que durante la mordida, la distribución de las tensiones en los huesos del cráneo eran muy distintas, siendo más cercana a la de Alioramus, otro tiranosáurido asiático. Un reciente análisis cladístico encontró que Alioramus, y no Tyrannosaurus, es el taxón hermano de Tarbosaurus, lo que sugiere que Tarbosaurus y Tyrannosaurus deben permanecer separados.
Otros fósiles de tiranosáuridos encontrados en las mismas formaciones que Tyrannosaurus rex han sido originalmente atribuidos a diferentes taxones, como Aublysodon y Albertosaurus megagracilis, que fue llamado posteriormente Dinotyrannus megagracilis en 1995. Sin embargo, en la actualidad estos fósiles son universalmente considerados como ejemplares juveniles de Tyrannosaurus rex.
En 2001, varios dientes de tiranosaurio y un metatarso desenterrados en una cantera cerca de Zhucheng, China, fueron asignados por el paleontólogo chino Hu Chengzhi a la especie recién erigida Tyrannosaurus zhuchengensis. Sin embargo, en un sitio cercano, en 2011 se asignaron un maxilar derecho y una mandíbula izquierda al género de tiranosáuridos recién erigido Zhuchengtyrannus. Es posible que T. zhuchengensis sea sinónimo de Zhuchengtyrannus. En cualquier caso, se considera que T. zhuchengensis es un nomen dubium, ya que el holotipo carece de características de diagnóstico por debajo del nivel de Tyrannosaurinae.

#### Lista de especies mal asignadas
Un gran número de especies inválidas de Tyrannosaurus ha sido reclasificado bien como T. rex, bien como Tarbosaurus. La lista es la siguiente:
- T. amplus (Marsh, 1892) nomen dubium (originalmente Aublysodon) especie no válida, ahora Aublysodon amplus.
- T. bataar (Maleev, 1955) especie no válida, ahora Tarbosaurus bataar.
- T. efremovi (Maleev, 1955) (originalmente Tarbosaurus) especie no válida, ahora Tarbosaurus efremovi.
- T. gigantus (1990) nomen nudum, especie no válida, ahora Tyrannosaurus rex.
- T. imperiosus (Osborn, 1905) (originalmente Dynamosaurus) especie no válida, ahora Tyrannosaurus rex.
- T. lancensis (Gilmore, 1946) (originalmente Gorgosaurus) = Tyrannosaurus rex?
- T. lancinator (Maleev, 1955) (originalmente Gorgosaurus) especie no válida, ahora Tarbosaurus bataar.
- T. lanpingensis (Yeh, 1975) nomen dubium especie no válida, ahora Tarbosaurus lanpingensis.
- T. luanchuanensis (Dong, 1979) nomen dubium especie no válida, ahora Tarbosaurus luanchuanensis.
- T. megagracilis (Paul, 1988) (originalmente Albertosaurus) = Tyrannosaurus rex?
- T. novojilovi (Maleev, 1955) (originalmente Gorgosaurus) = Tarbosaurus bataar?
- T. stanwinstonorum (Pickering, 1995) nomen nudum especie no válida, ahora Tyrannosaurus rex.
- T. torosus (D. A. Russell, 1970) (originalmente Daspletosaurus) especie no válida, ahora Daspletosaurus torosus.
- T. turpanensis (Zhai, Zheng & Tong, 1978) especie no válida, ahora Tarbosaurus bataar.

## Clasificación
Tyrannosaurus es el género tipo, mundialmente aceptado, de la superfamilia Tyrannosauroidea, la familia Tyrannosauridae y la subfamilia Tyrannosaurinae. La subfamilia Tyrannosaurinae incluye a Daspletosaurus de América del Norte y a Tarbosaurus de Asia; los cuales son, ocasionalmente, clasificados dentro del género Tyrannosaurus. Los tiranosáuridos fueron considerados durante mucho tiempo como los descendientes de grandes terópodos anteriores como los megalosáuridos y los carnosaurios pero en 2021 se les encuadra entre los celurosaurios, que son generalmente más pequeños. De esta manera queda separado Tyrannosauridae para incluir una lista completa de tiranosaurios avanzados, como Gorgosaurus, Albertosaurus y Alectrosaurus de la más general Tyrannosauroidea en la que se incluyen tiranosaurios primitivos, tales como Dilong, Guanlong y Eotyrannus. 
Muchos análisis filogenéticos han encontrado que Tarbosaurus bataar es el taxón hermano de T. rex. El descubrimiento del tiranosáurido Lythronax indica además que Tarbosaurus y Tyrannosaurus están estrechamente relacionados, formando un clado con el tiranosáurido asiático Zhuchengtyrannus, siendo Lythronax su taxón hermano.  Otro estudio de 2016 realizado por Steve Brusatte, Thomas Carr y sus colegas también indica que Tyrannosaurus puede haber sido un inmigrante de Asia, así como un posible descendiente de Tarbosaurio.

### Filogenia
A continuación se muestra el cladograma de Tyrannosauridae basado en el análisis filogenético realizado por Loewen et al. en 2013.

|  | Gorgosaurus libratus      |
|  |                           |
|  | Albertosaurus sarcophagus |
|  |                           |

|  | Tyrannosaurus                                                                  |
|  |                                                                                |
|  | \| \| Tarbosaurus bataar \| \| \| \| \| \| Zhuchengtyrannus magnus \| \| \| \| |
|  |                                                                                |
|  | Tarbosaurus bataar                                                             |
|  |                                                                                |
|  | Zhuchengtyrannus magnus                                                        |
|  |                                                                                |

|  | Tarbosaurus bataar      |
|  |                         |
|  | Zhuchengtyrannus magnus |
|  |                         |

|  | Tyrannosaurus                                                                  |
|  |                                                                                |
|  | \| \| Tarbosaurus bataar \| \| \| \| \| \| Zhuchengtyrannus magnus \| \| \| \| |
|  |                                                                                |
|  | Tarbosaurus bataar                                                             |
|  |                                                                                |
|  | Zhuchengtyrannus magnus                                                        |
|  |                                                                                |

|  | Tarbosaurus bataar      |
|  |                         |
|  | Zhuchengtyrannus magnus |
|  |                         |

|  | Tyrannosaurus                                                                  |
|  |                                                                                |
|  | \| \| Tarbosaurus bataar \| \| \| \| \| \| Zhuchengtyrannus magnus \| \| \| \| |
|  |                                                                                |
|  | Tarbosaurus bataar                                                             |
|  |                                                                                |
|  | Zhuchengtyrannus magnus                                                        |
|  |                                                                                |

|  | Tarbosaurus bataar      |
|  |                         |
|  | Zhuchengtyrannus magnus |
|  |                         |

|  | Tyrannosaurus                                                                  |
|  |                                                                                |
|  | \| \| Tarbosaurus bataar \| \| \| \| \| \| Zhuchengtyrannus magnus \| \| \| \| |
|  |                                                                                |
|  | Tarbosaurus bataar                                                             |
|  |                                                                                |
|  | Zhuchengtyrannus magnus                                                        |
|  |                                                                                |

|  | Tarbosaurus bataar      |
|  |                         |
|  | Zhuchengtyrannus magnus |
|  |                         |

|  | Tyrannosaurus                                                                  |
|  |                                                                                |
|  | \| \| Tarbosaurus bataar \| \| \| \| \| \| Zhuchengtyrannus magnus \| \| \| \| |
|  |                                                                                |
|  | Tarbosaurus bataar                                                             |
|  |                                                                                |
|  | Zhuchengtyrannus magnus                                                        |
|  |                                                                                |

|  | Tarbosaurus bataar      |
|  |                         |
|  | Zhuchengtyrannus magnus |
|  |                         |

|  | Tyrannosaurus                                                                  |
|  |                                                                                |
|  | \| \| Tarbosaurus bataar \| \| \| \| \| \| Zhuchengtyrannus magnus \| \| \| \| |
|  |                                                                                |
|  | Tarbosaurus bataar                                                             |
|  |                                                                                |
|  | Zhuchengtyrannus magnus                                                        |
|  |                                                                                |

|  | Tarbosaurus bataar      |
|  |                         |
|  | Zhuchengtyrannus magnus |
|  |                         |

|  | Tyrannosaurus                                                                  |
|  |                                                                                |
|  | \| \| Tarbosaurus bataar \| \| \| \| \| \| Zhuchengtyrannus magnus \| \| \| \| |
|  |                                                                                |
|  | Tarbosaurus bataar                                                             |
|  |                                                                                |
|  | Zhuchengtyrannus magnus                                                        |
|  |                                                                                |

|  | Tarbosaurus bataar      |
|  |                         |
|  | Zhuchengtyrannus magnus |
|  |                         |

|  | Tyrannosaurus                                                                  |
|  |                                                                                |
|  | \| \| Tarbosaurus bataar \| \| \| \| \| \| Zhuchengtyrannus magnus \| \| \| \| |
|  |                                                                                |
|  | Tarbosaurus bataar                                                             |
|  |                                                                                |
|  | Zhuchengtyrannus magnus                                                        |
|  |                                                                                |

|  | Tarbosaurus bataar      |
|  |                         |
|  | Zhuchengtyrannus magnus |
|  |                         |

|  | Tyrannosaurus                                                                  |
|  |                                                                                |
|  | \| \| Tarbosaurus bataar \| \| \| \| \| \| Zhuchengtyrannus magnus \| \| \| \| |
|  |                                                                                |
|  | Tarbosaurus bataar                                                             |
|  |                                                                                |
|  | Zhuchengtyrannus magnus                                                        |
|  |                                                                                |

|  | Tarbosaurus bataar      |
|  |                         |
|  | Zhuchengtyrannus magnus |
|  |                         |

|  | Tyrannosaurus                                                                  |
|  |                                                                                |
|  | \| \| Tarbosaurus bataar \| \| \| \| \| \| Zhuchengtyrannus magnus \| \| \| \| |
|  |                                                                                |
|  | Tarbosaurus bataar                                                             |
|  |                                                                                |
|  | Zhuchengtyrannus magnus                                                        |
|  |                                                                                |

|  | Tarbosaurus bataar      |
|  |                         |
|  | Zhuchengtyrannus magnus |
|  |                         |

|  | Tyrannosaurus                                                                  |
|  |                                                                                |
|  | \| \| Tarbosaurus bataar \| \| \| \| \| \| Zhuchengtyrannus magnus \| \| \| \| |
|  |                                                                                |
|  | Tarbosaurus bataar                                                             |
|  |                                                                                |
|  | Zhuchengtyrannus magnus                                                        |
|  |                                                                                |

|  | Tarbosaurus bataar      |
|  |                         |
|  | Zhuchengtyrannus magnus |
|  |                         |

|  | Tyrannosaurus                                                                  |
|  |                                                                                |
|  | \| \| Tarbosaurus bataar \| \| \| \| \| \| Zhuchengtyrannus magnus \| \| \| \| |
|  |                                                                                |
|  | Tarbosaurus bataar                                                             |
|  |                                                                                |
|  | Zhuchengtyrannus magnus                                                        |
|  |                                                                                |

|  | Tarbosaurus bataar      |
|  |                         |
|  | Zhuchengtyrannus magnus |
|  |                         |

|  | Tyrannosaurus                                                                  |
|  |                                                                                |
|  | \| \| Tarbosaurus bataar \| \| \| \| \| \| Zhuchengtyrannus magnus \| \| \| \| |
|  |                                                                                |
|  | Tarbosaurus bataar                                                             |
|  |                                                                                |
|  | Zhuchengtyrannus magnus                                                        |
|  |                                                                                |

|  | Tarbosaurus bataar      |
|  |                         |
|  | Zhuchengtyrannus magnus |
|  |                         |

|  | Tyrannosaurus                                                                  |
|  |                                                                                |
|  | \| \| Tarbosaurus bataar \| \| \| \| \| \| Zhuchengtyrannus magnus \| \| \| \| |
|  |                                                                                |
|  | Tarbosaurus bataar                                                             |
|  |                                                                                |
|  | Zhuchengtyrannus magnus                                                        |
|  |                                                                                |

|  | Tarbosaurus bataar      |
|  |                         |
|  | Zhuchengtyrannus magnus |
|  |                         |

|  | Tyrannosaurus                                                                  |
|  |                                                                                |
|  | \| \| Tarbosaurus bataar \| \| \| \| \| \| Zhuchengtyrannus magnus \| \| \| \| |
|  |                                                                                |
|  | Tarbosaurus bataar                                                             |
|  |                                                                                |
|  | Zhuchengtyrannus magnus                                                        |
|  |                                                                                |

|  | Tarbosaurus bataar      |
|  |                         |
|  | Zhuchengtyrannus magnus |
|  |                         |

|  | Tyrannosaurus                                                                  |
|  |                                                                                |
|  | \| \| Tarbosaurus bataar \| \| \| \| \| \| Zhuchengtyrannus magnus \| \| \| \| |
|  |                                                                                |
|  | Tarbosaurus bataar                                                             |
|  |                                                                                |
|  | Zhuchengtyrannus magnus                                                        |
|  |                                                                                |

|  | Tarbosaurus bataar      |
|  |                         |
|  | Zhuchengtyrannus magnus |
|  |                         |

|  | Tyrannosaurus                                                                  |
|  |                                                                                |
|  | \| \| Tarbosaurus bataar \| \| \| \| \| \| Zhuchengtyrannus magnus \| \| \| \| |
|  |                                                                                |
|  | Tarbosaurus bataar                                                             |
|  |                                                                                |
|  | Zhuchengtyrannus magnus                                                        |
|  |                                                                                |

|  | Tarbosaurus bataar      |
|  |                         |
|  | Zhuchengtyrannus magnus |
|  |                         |

|  | Tyrannosaurus                                                                  |
|  |                                                                                |
|  | \| \| Tarbosaurus bataar \| \| \| \| \| \| Zhuchengtyrannus magnus \| \| \| \| |
|  |                                                                                |
|  | Tarbosaurus bataar                                                             |
|  |                                                                                |
|  | Zhuchengtyrannus magnus                                                        |
|  |                                                                                |

|  | Tarbosaurus bataar      |
|  |                         |
|  | Zhuchengtyrannus magnus |
|  |                         |

|  | Tyrannosaurus                                                                  |
|  |                                                                                |
|  | \| \| Tarbosaurus bataar \| \| \| \| \| \| Zhuchengtyrannus magnus \| \| \| \| |
|  |                                                                                |
|  | Tarbosaurus bataar                                                             |
|  |                                                                                |
|  | Zhuchengtyrannus magnus                                                        |
|  |                                                                                |

|  | Tarbosaurus bataar      |
|  |                         |
|  | Zhuchengtyrannus magnus |
|  |                         |

|  | Tyrannosaurus                                                                  |
|  |                                                                                |
|  | \| \| Tarbosaurus bataar \| \| \| \| \| \| Zhuchengtyrannus magnus \| \| \| \| |
|  |                                                                                |
|  | Tarbosaurus bataar                                                             |
|  |                                                                                |
|  | Zhuchengtyrannus magnus                                                        |
|  |                                                                                |

|  | Tarbosaurus bataar      |
|  |                         |
|  | Zhuchengtyrannus magnus |
|  |                         |

|  | Tyrannosaurus                                                                  |
|  |                                                                                |
|  | \| \| Tarbosaurus bataar \| \| \| \| \| \| Zhuchengtyrannus magnus \| \| \| \| |
|  |                                                                                |
|  | Tarbosaurus bataar                                                             |
|  |                                                                                |
|  | Zhuchengtyrannus magnus                                                        |
|  |                                                                                |

|  | Tarbosaurus bataar      |
|  |                         |
|  | Zhuchengtyrannus magnus |
|  |                         |

|  | Tyrannosaurus                                                                  |
|  |                                                                                |
|  | \| \| Tarbosaurus bataar \| \| \| \| \| \| Zhuchengtyrannus magnus \| \| \| \| |
|  |                                                                                |
|  | Tarbosaurus bataar                                                             |
|  |                                                                                |
|  | Zhuchengtyrannus magnus                                                        |
|  |                                                                                |

|  | Tarbosaurus bataar      |
|  |                         |
|  | Zhuchengtyrannus magnus |
|  |                         |

|  | Tyrannosaurus                                                                  |
|  |                                                                                |
|  | \| \| Tarbosaurus bataar \| \| \| \| \| \| Zhuchengtyrannus magnus \| \| \| \| |
|  |                                                                                |
|  | Tarbosaurus bataar                                                             |
|  |                                                                                |
|  | Zhuchengtyrannus magnus                                                        |
|  |                                                                                |

|  | Tarbosaurus bataar      |
|  |                         |
|  | Zhuchengtyrannus magnus |
|  |                         |

|  | Tyrannosaurus                                                                  |
|  |                                                                                |
|  | \| \| Tarbosaurus bataar \| \| \| \| \| \| Zhuchengtyrannus magnus \| \| \| \| |
|  |                                                                                |
|  | Tarbosaurus bataar                                                             |
|  |                                                                                |
|  | Zhuchengtyrannus magnus                                                        |
|  |                                                                                |

|  | Tarbosaurus bataar      |
|  |                         |
|  | Zhuchengtyrannus magnus |
|  |                         |

|  | Tyrannosaurus                                                                  |
|  |                                                                                |
|  | \| \| Tarbosaurus bataar \| \| \| \| \| \| Zhuchengtyrannus magnus \| \| \| \| |
|  |                                                                                |
|  | Tarbosaurus bataar                                                             |
|  |                                                                                |
|  | Zhuchengtyrannus magnus                                                        |
|  |                                                                                |

|  | Tarbosaurus bataar      |
|  |                         |
|  | Zhuchengtyrannus magnus |
|  |                         |

|  | Tyrannosaurus                                                                  |
|  |                                                                                |
|  | \| \| Tarbosaurus bataar \| \| \| \| \| \| Zhuchengtyrannus magnus \| \| \| \| |
|  |                                                                                |
|  | Tarbosaurus bataar                                                             |
|  |                                                                                |
|  | Zhuchengtyrannus magnus                                                        |
|  |                                                                                |

|  | Tarbosaurus bataar      |
|  |                         |
|  | Zhuchengtyrannus magnus |
|  |                         |

|  | Tyrannosaurus                                                                  |
|  |                                                                                |
|  | \| \| Tarbosaurus bataar \| \| \| \| \| \| Zhuchengtyrannus magnus \| \| \| \| |
|  |                                                                                |
|  | Tarbosaurus bataar                                                             |
|  |                                                                                |
|  | Zhuchengtyrannus magnus                                                        |
|  |                                                                                |

|  | Tarbosaurus bataar      |
|  |                         |
|  | Zhuchengtyrannus magnus |
|  |                         |

|  | Tyrannosaurus                                                                  |
|  |                                                                                |
|  | \| \| Tarbosaurus bataar \| \| \| \| \| \| Zhuchengtyrannus magnus \| \| \| \| |
|  |                                                                                |
|  | Tarbosaurus bataar                                                             |
|  |                                                                                |
|  | Zhuchengtyrannus magnus                                                        |
|  |                                                                                |

|  | Tarbosaurus bataar      |
|  |                         |
|  | Zhuchengtyrannus magnus |
|  |                         |

|  | Tyrannosaurus                                                                  |
|  |                                                                                |
|  | \| \| Tarbosaurus bataar \| \| \| \| \| \| Zhuchengtyrannus magnus \| \| \| \| |
|  |                                                                                |
|  | Tarbosaurus bataar                                                             |
|  |                                                                                |
|  | Zhuchengtyrannus magnus                                                        |
|  |                                                                                |

|  | Tarbosaurus bataar      |
|  |                         |
|  | Zhuchengtyrannus magnus |
|  |                         |

|  | Tyrannosaurus                                                                  |
|  |                                                                                |
|  | \| \| Tarbosaurus bataar \| \| \| \| \| \| Zhuchengtyrannus magnus \| \| \| \| |
|  |                                                                                |
|  | Tarbosaurus bataar                                                             |
|  |                                                                                |
|  | Zhuchengtyrannus magnus                                                        |
|  |                                                                                |

|  | Tarbosaurus bataar      |
|  |                         |
|  | Zhuchengtyrannus magnus |
|  |                         |

|  | Tyrannosaurus                                                                  |
|  |                                                                                |
|  | \| \| Tarbosaurus bataar \| \| \| \| \| \| Zhuchengtyrannus magnus \| \| \| \| |
|  |                                                                                |
|  | Tarbosaurus bataar                                                             |
|  |                                                                                |
|  | Zhuchengtyrannus magnus                                                        |
|  |                                                                                |

|  | Tarbosaurus bataar      |
|  |                         |
|  | Zhuchengtyrannus magnus |
|  |                         |

|  | Tyrannosaurus                                                                  |
|  |                                                                                |
|  | \| \| Tarbosaurus bataar \| \| \| \| \| \| Zhuchengtyrannus magnus \| \| \| \| |
|  |                                                                                |
|  | Tarbosaurus bataar                                                             |
|  |                                                                                |
|  | Zhuchengtyrannus magnus                                                        |
|  |                                                                                |

|  | Tarbosaurus bataar      |
|  |                         |
|  | Zhuchengtyrannus magnus |
|  |                         |

|  | Tyrannosaurus                                                                  |
|  |                                                                                |
|  | \| \| Tarbosaurus bataar \| \| \| \| \| \| Zhuchengtyrannus magnus \| \| \| \| |
|  |                                                                                |
|  | Tarbosaurus bataar                                                             |
|  |                                                                                |
|  | Zhuchengtyrannus magnus                                                        |
|  |                                                                                |

|  | Tarbosaurus bataar      |
|  |                         |
|  | Zhuchengtyrannus magnus |
|  |                         |

|  | Tyrannosaurus                                                                  |
|  |                                                                                |
|  | \| \| Tarbosaurus bataar \| \| \| \| \| \| Zhuchengtyrannus magnus \| \| \| \| |
|  |                                                                                |
|  | Tarbosaurus bataar                                                             |
|  |                                                                                |
|  | Zhuchengtyrannus magnus                                                        |
|  |                                                                                |

|  | Tarbosaurus bataar      |
|  |                         |
|  | Zhuchengtyrannus magnus |
|  |                         |

|  | Tyrannosaurus                                                                  |
|  |                                                                                |
|  | \| \| Tarbosaurus bataar \| \| \| \| \| \| Zhuchengtyrannus magnus \| \| \| \| |
|  |                                                                                |
|  | Tarbosaurus bataar                                                             |
|  |                                                                                |
|  | Zhuchengtyrannus magnus                                                        |
|  |                                                                                |

|  | Tarbosaurus bataar      |
|  |                         |
|  | Zhuchengtyrannus magnus |
|  |                         |

|  | Tyrannosaurus                                                                  |
|  |                                                                                |
|  | \| \| Tarbosaurus bataar \| \| \| \| \| \| Zhuchengtyrannus magnus \| \| \| \| |
|  |                                                                                |
|  | Tarbosaurus bataar                                                             |
|  |                                                                                |
|  | Zhuchengtyrannus magnus                                                        |
|  |                                                                                |

|  | Tarbosaurus bataar      |
|  |                         |
|  | Zhuchengtyrannus magnus |
|  |                         |

|  | Tyrannosaurus                                                                  |
|  |                                                                                |
|  | \| \| Tarbosaurus bataar \| \| \| \| \| \| Zhuchengtyrannus magnus \| \| \| \| |
|  |                                                                                |
|  | Tarbosaurus bataar                                                             |
|  |                                                                                |
|  | Zhuchengtyrannus magnus                                                        |
|  |                                                                                |

|  | Tarbosaurus bataar      |
|  |                         |
|  | Zhuchengtyrannus magnus |
|  |                         |

|  | Tyrannosaurus                                                                  |
|  |                                                                                |
|  | \| \| Tarbosaurus bataar \| \| \| \| \| \| Zhuchengtyrannus magnus \| \| \| \| |
|  |                                                                                |
|  | Tarbosaurus bataar                                                             |
|  |                                                                                |
|  | Zhuchengtyrannus magnus                                                        |
|  |                                                                                |

|  | Tarbosaurus bataar      |
|  |                         |
|  | Zhuchengtyrannus magnus |
|  |                         |

|  | Tyrannosaurus                                                                  |
|  |                                                                                |
|  | \| \| Tarbosaurus bataar \| \| \| \| \| \| Zhuchengtyrannus magnus \| \| \| \| |
|  |                                                                                |
|  | Tarbosaurus bataar                                                             |
|  |                                                                                |
|  | Zhuchengtyrannus magnus                                                        |
|  |                                                                                |

|  | Tarbosaurus bataar      |
|  |                         |
|  | Zhuchengtyrannus magnus |
|  |                         |

|  | Tyrannosaurus                                                                  |
|  |                                                                                |
|  | \| \| Tarbosaurus bataar \| \| \| \| \| \| Zhuchengtyrannus magnus \| \| \| \| |
|  |                                                                                |
|  | Tarbosaurus bataar                                                             |
|  |                                                                                |
|  | Zhuchengtyrannus magnus                                                        |
|  |                                                                                |

|  | Tarbosaurus bataar      |
|  |                         |
|  | Zhuchengtyrannus magnus |
|  |                         |

|  | Tyrannosaurus                                                                  |
|  |                                                                                |
|  | \| \| Tarbosaurus bataar \| \| \| \| \| \| Zhuchengtyrannus magnus \| \| \| \| |
|  |                                                                                |
|  | Tarbosaurus bataar                                                             |
|  |                                                                                |
|  | Zhuchengtyrannus magnus                                                        |
|  |                                                                                |

|  | Tarbosaurus bataar      |
|  |                         |
|  | Zhuchengtyrannus magnus |
|  |                         |

|  | Tyrannosaurus                                                                  |
|  |                                                                                |
|  | \| \| Tarbosaurus bataar \| \| \| \| \| \| Zhuchengtyrannus magnus \| \| \| \| |
|  |                                                                                |
|  | Tarbosaurus bataar                                                             |
|  |                                                                                |
|  | Zhuchengtyrannus magnus                                                        |
|  |                                                                                |

|  | Tarbosaurus bataar      |
|  |                         |
|  | Zhuchengtyrannus magnus |
|  |                         |

|  | Tyrannosaurus                                                                  |
|  |                                                                                |
|  | \| \| Tarbosaurus bataar \| \| \| \| \| \| Zhuchengtyrannus magnus \| \| \| \| |
|  |                                                                                |
|  | Tarbosaurus bataar                                                             |
|  |                                                                                |
|  | Zhuchengtyrannus magnus                                                        |
|  |                                                                                |

|  | Tarbosaurus bataar      |
|  |                         |
|  | Zhuchengtyrannus magnus |
|  |                         |

|  | Tyrannosaurus                                                                  |
|  |                                                                                |
|  | \| \| Tarbosaurus bataar \| \| \| \| \| \| Zhuchengtyrannus magnus \| \| \| \| |
|  |                                                                                |
|  | Tarbosaurus bataar                                                             |
|  |                                                                                |
|  | Zhuchengtyrannus magnus                                                        |
|  |                                                                                |

|  | Tarbosaurus bataar      |
|  |                         |
|  | Zhuchengtyrannus magnus |
|  |                         |

|  | Tyrannosaurus                                                                  |
|  |                                                                                |
|  | \| \| Tarbosaurus bataar \| \| \| \| \| \| Zhuchengtyrannus magnus \| \| \| \| |
|  |                                                                                |
|  | Tarbosaurus bataar                                                             |
|  |                                                                                |
|  | Zhuchengtyrannus magnus                                                        |
|  |                                                                                |

|  | Tarbosaurus bataar      |
|  |                         |
|  | Zhuchengtyrannus magnus |
|  |                         |

|  | Tyrannosaurus                                                                  |
|  |                                                                                |
|  | \| \| Tarbosaurus bataar \| \| \| \| \| \| Zhuchengtyrannus magnus \| \| \| \| |
|  |                                                                                |
|  | Tarbosaurus bataar                                                             |
|  |                                                                                |
|  | Zhuchengtyrannus magnus                                                        |
|  |                                                                                |

|  | Tarbosaurus bataar      |
|  |                         |
|  | Zhuchengtyrannus magnus |
|  |                         |

|  | Tyrannosaurus                                                                  |
|  |                                                                                |
|  | \| \| Tarbosaurus bataar \| \| \| \| \| \| Zhuchengtyrannus magnus \| \| \| \| |
|  |                                                                                |
|  | Tarbosaurus bataar                                                             |
|  |                                                                                |
|  | Zhuchengtyrannus magnus                                                        |
|  |                                                                                |

|  | Tarbosaurus bataar      |
|  |                         |
|  | Zhuchengtyrannus magnus |
|  |                         |

|  | Tyrannosaurus                                                                  |
|  |                                                                                |
|  | \| \| Tarbosaurus bataar \| \| \| \| \| \| Zhuchengtyrannus magnus \| \| \| \| |
|  |                                                                                |
|  | Tarbosaurus bataar                                                             |
|  |                                                                                |
|  | Zhuchengtyrannus magnus                                                        |
|  |                                                                                |

|  | Tarbosaurus bataar      |
|  |                         |
|  | Zhuchengtyrannus magnus |
|  |                         |

|  | Tyrannosaurus                                                                  |
|  |                                                                                |
|  | \| \| Tarbosaurus bataar \| \| \| \| \| \| Zhuchengtyrannus magnus \| \| \| \| |
|  |                                                                                |
|  | Tarbosaurus bataar                                                             |
|  |                                                                                |
|  | Zhuchengtyrannus magnus                                                        |
|  |                                                                                |

|  | Tarbosaurus bataar      |
|  |                         |
|  | Zhuchengtyrannus magnus |
|  |                         |

|  | Tyrannosaurus                                                                  |
|  |                                                                                |
|  | \| \| Tarbosaurus bataar \| \| \| \| \| \| Zhuchengtyrannus magnus \| \| \| \| |
|  |                                                                                |
|  | Tarbosaurus bataar                                                             |
|  |                                                                                |
|  | Zhuchengtyrannus magnus                                                        |
|  |                                                                                |

|  | Tarbosaurus bataar      |
|  |                         |
|  | Zhuchengtyrannus magnus |
|  |                         |

|  | Tyrannosaurus                                                                  |
|  |                                                                                |
|  | \| \| Tarbosaurus bataar \| \| \| \| \| \| Zhuchengtyrannus magnus \| \| \| \| |
|  |                                                                                |
|  | Tarbosaurus bataar                                                             |
|  |                                                                                |
|  | Zhuchengtyrannus magnus                                                        |
|  |                                                                                |

|  | Tarbosaurus bataar      |
|  |                         |
|  | Zhuchengtyrannus magnus |
|  |                         |

|  | Tyrannosaurus                                                                  |
|  |                                                                                |
|  | \| \| Tarbosaurus bataar \| \| \| \| \| \| Zhuchengtyrannus magnus \| \| \| \| |
|  |                                                                                |
|  | Tarbosaurus bataar                                                             |
|  |                                                                                |
|  | Zhuchengtyrannus magnus                                                        |
|  |                                                                                |

|  | Tarbosaurus bataar      |
|  |                         |
|  | Zhuchengtyrannus magnus |
|  |                         |

|  | Tyrannosaurus                                                                  |
|  |                                                                                |
|  | \| \| Tarbosaurus bataar \| \| \| \| \| \| Zhuchengtyrannus magnus \| \| \| \| |
|  |                                                                                |
|  | Tarbosaurus bataar                                                             |
|  |                                                                                |
|  | Zhuchengtyrannus magnus                                                        |
|  |                                                                                |

|  | Tarbosaurus bataar      |
|  |                         |
|  | Zhuchengtyrannus magnus |
|  |                         |

|  | Tyrannosaurus                                                                  |
|  |                                                                                |
|  | \| \| Tarbosaurus bataar \| \| \| \| \| \| Zhuchengtyrannus magnus \| \| \| \| |
|  |                                                                                |
|  | Tarbosaurus bataar                                                             |
|  |                                                                                |
|  | Zhuchengtyrannus magnus                                                        |
|  |                                                                                |

|  | Tarbosaurus bataar      |
|  |                         |
|  | Zhuchengtyrannus magnus |
|  |                         |

|  | Tyrannosaurus                                                                  |
|  |                                                                                |
|  | \| \| Tarbosaurus bataar \| \| \| \| \| \| Zhuchengtyrannus magnus \| \| \| \| |
|  |                                                                                |
|  | Tarbosaurus bataar                                                             |
|  |                                                                                |
|  | Zhuchengtyrannus magnus                                                        |
|  |                                                                                |

|  | Tarbosaurus bataar      |
|  |                         |
|  | Zhuchengtyrannus magnus |
|  |                         |

|  | Tyrannosaurus                                                                  |
|  |                                                                                |
|  | \| \| Tarbosaurus bataar \| \| \| \| \| \| Zhuchengtyrannus magnus \| \| \| \| |
|  |                                                                                |
|  | Tarbosaurus bataar                                                             |
|  |                                                                                |
|  | Zhuchengtyrannus magnus                                                        |
|  |                                                                                |

|  | Tarbosaurus bataar      |
|  |                         |
|  | Zhuchengtyrannus magnus |
|  |                         |

|  | Tyrannosaurus                                                                  |
|  |                                                                                |
|  | \| \| Tarbosaurus bataar \| \| \| \| \| \| Zhuchengtyrannus magnus \| \| \| \| |
|  |                                                                                |
|  | Tarbosaurus bataar                                                             |
|  |                                                                                |
|  | Zhuchengtyrannus magnus                                                        |
|  |                                                                                |

|  | Tarbosaurus bataar      |
|  |                         |
|  | Zhuchengtyrannus magnus |
|  |                         |

|  | Tyrannosaurus                                                                  |
|  |                                                                                |
|  | \| \| Tarbosaurus bataar \| \| \| \| \| \| Zhuchengtyrannus magnus \| \| \| \| |
|  |                                                                                |
|  | Tarbosaurus bataar                                                             |
|  |                                                                                |
|  | Zhuchengtyrannus magnus                                                        |
|  |                                                                                |

|  | Tarbosaurus bataar      |
|  |                         |
|  | Zhuchengtyrannus magnus |
|  |                         |

|  | Tyrannosaurus                                                                  |
|  |                                                                                |
|  | \| \| Tarbosaurus bataar \| \| \| \| \| \| Zhuchengtyrannus magnus \| \| \| \| |
|  |                                                                                |
|  | Tarbosaurus bataar                                                             |
|  |                                                                                |
|  | Zhuchengtyrannus magnus                                                        |
|  |                                                                                |

|  | Tarbosaurus bataar      |
|  |                         |
|  | Zhuchengtyrannus magnus |
|  |                         |

|  | Tyrannosaurus                                                                  |
|  |                                                                                |
|  | \| \| Tarbosaurus bataar \| \| \| \| \| \| Zhuchengtyrannus magnus \| \| \| \| |
|  |                                                                                |
|  | Tarbosaurus bataar                                                             |
|  |                                                                                |
|  | Zhuchengtyrannus magnus                                                        |
|  |                                                                                |

|  | Tarbosaurus bataar      |
|  |                         |
|  | Zhuchengtyrannus magnus |
|  |                         |

|  | Tyrannosaurus                                                                  |
|  |                                                                                |
|  | \| \| Tarbosaurus bataar \| \| \| \| \| \| Zhuchengtyrannus magnus \| \| \| \| |
|  |                                                                                |
|  | Tarbosaurus bataar                                                             |
|  |                                                                                |
|  | Zhuchengtyrannus magnus                                                        |
|  |                                                                                |

|  | Tarbosaurus bataar      |
|  |                         |
|  | Zhuchengtyrannus magnus |
|  |                         |

|  | Tyrannosaurus                                                                  |
|  |                                                                                |
|  | \| \| Tarbosaurus bataar \| \| \| \| \| \| Zhuchengtyrannus magnus \| \| \| \| |
|  |                                                                                |
|  | Tarbosaurus bataar                                                             |
|  |                                                                                |
|  | Zhuchengtyrannus magnus                                                        |
|  |                                                                                |

|  | Tarbosaurus bataar      |
|  |                         |
|  | Zhuchengtyrannus magnus |
|  |                         |

|  | Tyrannosaurus                                                                  |
|  |                                                                                |
|  | \| \| Tarbosaurus bataar \| \| \| \| \| \| Zhuchengtyrannus magnus \| \| \| \| |
|  |                                                                                |
|  | Tarbosaurus bataar                                                             |
|  |                                                                                |
|  | Zhuchengtyrannus magnus                                                        |
|  |                                                                                |

|  | Tarbosaurus bataar      |
|  |                         |
|  | Zhuchengtyrannus magnus |
|  |                         |

|  | Tyrannosaurus                                                                  |
|  |                                                                                |
|  | \| \| Tarbosaurus bataar \| \| \| \| \| \| Zhuchengtyrannus magnus \| \| \| \| |
|  |                                                                                |
|  | Tarbosaurus bataar                                                             |
|  |                                                                                |
|  | Zhuchengtyrannus magnus                                                        |
|  |                                                                                |

|  | Tarbosaurus bataar      |
|  |                         |
|  | Zhuchengtyrannus magnus |
|  |                         |

|  | Gorgosaurus libratus      |
|  |                           |
|  | Albertosaurus sarcophagus |
|  |                           |

|  | Tyrannosaurus                                                                  |
|  |                                                                                |
|  | \| \| Tarbosaurus bataar \| \| \| \| \| \| Zhuchengtyrannus magnus \| \| \| \| |
|  |                                                                                |
|  | Tarbosaurus bataar                                                             |
|  |                                                                                |
|  | Zhuchengtyrannus magnus                                                        |
|  |                                                                                |

|  | Tarbosaurus bataar      |
|  |                         |
|  | Zhuchengtyrannus magnus |
|  |                         |

|  | Tyrannosaurus                                                                  |
|  |                                                                                |
|  | \| \| Tarbosaurus bataar \| \| \| \| \| \| Zhuchengtyrannus magnus \| \| \| \| |
|  |                                                                                |
|  | Tarbosaurus bataar                                                             |
|  |                                                                                |
|  | Zhuchengtyrannus magnus                                                        |
|  |                                                                                |

|  | Tarbosaurus bataar      |
|  |                         |
|  | Zhuchengtyrannus magnus |
|  |                         |

|  | Tyrannosaurus                                                                  |
|  |                                                                                |
|  | \| \| Tarbosaurus bataar \| \| \| \| \| \| Zhuchengtyrannus magnus \| \| \| \| |
|  |                                                                                |
|  | Tarbosaurus bataar                                                             |
|  |                                                                                |
|  | Zhuchengtyrannus magnus                                                        |
|  |                                                                                |

|  | Tarbosaurus bataar      |
|  |                         |
|  | Zhuchengtyrannus magnus |
|  |                         |

|  | Tyrannosaurus                                                                  |
|  |                                                                                |
|  | \| \| Tarbosaurus bataar \| \| \| \| \| \| Zhuchengtyrannus magnus \| \| \| \| |
|  |                                                                                |
|  | Tarbosaurus bataar                                                             |
|  |                                                                                |
|  | Zhuchengtyrannus magnus                                                        |
|  |                                                                                |

|  | Tarbosaurus bataar      |
|  |                         |
|  | Zhuchengtyrannus magnus |
|  |                         |

|  | Tyrannosaurus                                                                  |
|  |                                                                                |
|  | \| \| Tarbosaurus bataar \| \| \| \| \| \| Zhuchengtyrannus magnus \| \| \| \| |
|  |                                                                                |
|  | Tarbosaurus bataar                                                             |
|  |                                                                                |
|  | Zhuchengtyrannus magnus                                                        |
|  |                                                                                |

|  | Tarbosaurus bataar      |
|  |                         |
|  | Zhuchengtyrannus magnus |
|  |                         |

|  | Tyrannosaurus                                                                  |
|  |                                                                                |
|  | \| \| Tarbosaurus bataar \| \| \| \| \| \| Zhuchengtyrannus magnus \| \| \| \| |
|  |                                                                                |
|  | Tarbosaurus bataar                                                             |
|  |                                                                                |
|  | Zhuchengtyrannus magnus                                                        |
|  |                                                                                |

|  | Tarbosaurus bataar      |
|  |                         |
|  | Zhuchengtyrannus magnus |
|  |                         |

|  | Tyrannosaurus                                                                  |
|  |                                                                                |
|  | \| \| Tarbosaurus bataar \| \| \| \| \| \| Zhuchengtyrannus magnus \| \| \| \| |
|  |                                                                                |
|  | Tarbosaurus bataar                                                             |
|  |                                                                                |
|  | Zhuchengtyrannus magnus                                                        |
|  |                                                                                |

|  | Tarbosaurus bataar      |
|  |                         |
|  | Zhuchengtyrannus magnus |
|  |                         |

|  | Tyrannosaurus                                                                  |
|  |                                                                                |
|  | \| \| Tarbosaurus bataar \| \| \| \| \| \| Zhuchengtyrannus magnus \| \| \| \| |
|  |                                                                                |
|  | Tarbosaurus bataar                                                             |
|  |                                                                                |
|  | Zhuchengtyrannus magnus                                                        |
|  |                                                                                |

|  | Tarbosaurus bataar      |
|  |                         |
|  | Zhuchengtyrannus magnus |
|  |                         |

|  | Tyrannosaurus                                                                  |
|  |                                                                                |
|  | \| \| Tarbosaurus bataar \| \| \| \| \| \| Zhuchengtyrannus magnus \| \| \| \| |
|  |                                                                                |
|  | Tarbosaurus bataar                                                             |
|  |                                                                                |
|  | Zhuchengtyrannus magnus                                                        |
|  |                                                                                |

|  | Tarbosaurus bataar      |
|  |                         |
|  | Zhuchengtyrannus magnus |
|  |                         |

|  | Tyrannosaurus                                                                  |
|  |                                                                                |
|  | \| \| Tarbosaurus bataar \| \| \| \| \| \| Zhuchengtyrannus magnus \| \| \| \| |
|  |                                                                                |
|  | Tarbosaurus bataar                                                             |
|  |                                                                                |
|  | Zhuchengtyrannus magnus                                                        |
|  |                                                                                |

|  | Tarbosaurus bataar      |
|  |                         |
|  | Zhuchengtyrannus magnus |
|  |                         |

|  | Tyrannosaurus                                                                  |
|  |                                                                                |
|  | \| \| Tarbosaurus bataar \| \| \| \| \| \| Zhuchengtyrannus magnus \| \| \| \| |
|  |                                                                                |
|  | Tarbosaurus bataar                                                             |
|  |                                                                                |
|  | Zhuchengtyrannus magnus                                                        |
|  |                                                                                |

|  | Tarbosaurus bataar      |
|  |                         |
|  | Zhuchengtyrannus magnus |
|  |                         |

|  | Tyrannosaurus                                                                  |
|  |                                                                                |
|  | \| \| Tarbosaurus bataar \| \| \| \| \| \| Zhuchengtyrannus magnus \| \| \| \| |
|  |                                                                                |
|  | Tarbosaurus bataar                                                             |
|  |                                                                                |
|  | Zhuchengtyrannus magnus                                                        |
|  |                                                                                |

|  | Tarbosaurus bataar      |
|  |                         |
|  | Zhuchengtyrannus magnus |
|  |                         |

|  | Tyrannosaurus                                                                  |
|  |                                                                                |
|  | \| \| Tarbosaurus bataar \| \| \| \| \| \| Zhuchengtyrannus magnus \| \| \| \| |
|  |                                                                                |
|  | Tarbosaurus bataar                                                             |
|  |                                                                                |
|  | Zhuchengtyrannus magnus                                                        |
|  |                                                                                |

|  | Tarbosaurus bataar      |
|  |                         |
|  | Zhuchengtyrannus magnus |
|  |                         |

|  | Tyrannosaurus                                                                  |
|  |                                                                                |
|  | \| \| Tarbosaurus bataar \| \| \| \| \| \| Zhuchengtyrannus magnus \| \| \| \| |
|  |                                                                                |
|  | Tarbosaurus bataar                                                             |
|  |                                                                                |
|  | Zhuchengtyrannus magnus                                                        |
|  |                                                                                |

|  | Tarbosaurus bataar      |
|  |                         |
|  | Zhuchengtyrannus magnus |
|  |                         |

|  | Tyrannosaurus                                                                  |
|  |                                                                                |
|  | \| \| Tarbosaurus bataar \| \| \| \| \| \| Zhuchengtyrannus magnus \| \| \| \| |
|  |                                                                                |
|  | Tarbosaurus bataar                                                             |
|  |                                                                                |
|  | Zhuchengtyrannus magnus                                                        |
|  |                                                                                |

|  | Tarbosaurus bataar      |
|  |                         |
|  | Zhuchengtyrannus magnus |
|  |                         |

|  | Tyrannosaurus                                                                  |
|  |                                                                                |
|  | \| \| Tarbosaurus bataar \| \| \| \| \| \| Zhuchengtyrannus magnus \| \| \| \| |
|  |                                                                                |
|  | Tarbosaurus bataar                                                             |
|  |                                                                                |
|  | Zhuchengtyrannus magnus                                                        |
|  |                                                                                |

|  | Tarbosaurus bataar      |
|  |                         |
|  | Zhuchengtyrannus magnus |
|  |                         |

|  | Tyrannosaurus                                                                  |
|  |                                                                                |
|  | \| \| Tarbosaurus bataar \| \| \| \| \| \| Zhuchengtyrannus magnus \| \| \| \| |
|  |                                                                                |
|  | Tarbosaurus bataar                                                             |
|  |                                                                                |
|  | Zhuchengtyrannus magnus                                                        |
|  |                                                                                |

|  | Tarbosaurus bataar      |
|  |                         |
|  | Zhuchengtyrannus magnus |
|  |                         |

|  | Tyrannosaurus                                                                  |
|  |                                                                                |
|  | \| \| Tarbosaurus bataar \| \| \| \| \| \| Zhuchengtyrannus magnus \| \| \| \| |
|  |                                                                                |
|  | Tarbosaurus bataar                                                             |
|  |                                                                                |
|  | Zhuchengtyrannus magnus                                                        |
|  |                                                                                |

|  | Tarbosaurus bataar      |
|  |                         |
|  | Zhuchengtyrannus magnus |
|  |                         |

|  | Tyrannosaurus                                                                  |
|  |                                                                                |
|  | \| \| Tarbosaurus bataar \| \| \| \| \| \| Zhuchengtyrannus magnus \| \| \| \| |
|  |                                                                                |
|  | Tarbosaurus bataar                                                             |
|  |                                                                                |
|  | Zhuchengtyrannus magnus                                                        |
|  |                                                                                |

|  | Tarbosaurus bataar      |
|  |                         |
|  | Zhuchengtyrannus magnus |
|  |                         |

|  | Tyrannosaurus                                                                  |
|  |                                                                                |
|  | \| \| Tarbosaurus bataar \| \| \| \| \| \| Zhuchengtyrannus magnus \| \| \| \| |
|  |                                                                                |
|  | Tarbosaurus bataar                                                             |
|  |                                                                                |
|  | Zhuchengtyrannus magnus                                                        |
|  |                                                                                |

|  | Tarbosaurus bataar      |
|  |                         |
|  | Zhuchengtyrannus magnus |
|  |                         |

|  | Tyrannosaurus                                                                  |
|  |                                                                                |
|  | \| \| Tarbosaurus bataar \| \| \| \| \| \| Zhuchengtyrannus magnus \| \| \| \| |
|  |                                                                                |
|  | Tarbosaurus bataar                                                             |
|  |                                                                                |
|  | Zhuchengtyrannus magnus                                                        |
|  |                                                                                |

|  | Tarbosaurus bataar      |
|  |                         |
|  | Zhuchengtyrannus magnus |
|  |                         |

|  | Tyrannosaurus                                                                  |
|  |                                                                                |
|  | \| \| Tarbosaurus bataar \| \| \| \| \| \| Zhuchengtyrannus magnus \| \| \| \| |
|  |                                                                                |
|  | Tarbosaurus bataar                                                             |
|  |                                                                                |
|  | Zhuchengtyrannus magnus                                                        |
|  |                                                                                |

|  | Tarbosaurus bataar      |
|  |                         |
|  | Zhuchengtyrannus magnus |
|  |                         |

|  | Tyrannosaurus                                                                  |
|  |                                                                                |
|  | \| \| Tarbosaurus bataar \| \| \| \| \| \| Zhuchengtyrannus magnus \| \| \| \| |
|  |                                                                                |
|  | Tarbosaurus bataar                                                             |
|  |                                                                                |
|  | Zhuchengtyrannus magnus                                                        |
|  |                                                                                |

|  | Tarbosaurus bataar      |
|  |                         |
|  | Zhuchengtyrannus magnus |
|  |                         |

|  | Tyrannosaurus                                                                  |
|  |                                                                                |
|  | \| \| Tarbosaurus bataar \| \| \| \| \| \| Zhuchengtyrannus magnus \| \| \| \| |
|  |                                                                                |
|  | Tarbosaurus bataar                                                             |
|  |                                                                                |
|  | Zhuchengtyrannus magnus                                                        |
|  |                                                                                |

|  | Tarbosaurus bataar      |
|  |                         |
|  | Zhuchengtyrannus magnus |
|  |                         |

|  | Tyrannosaurus                                                                  |
|  |                                                                                |
|  | \| \| Tarbosaurus bataar \| \| \| \| \| \| Zhuchengtyrannus magnus \| \| \| \| |
|  |                                                                                |
|  | Tarbosaurus bataar                                                             |
|  |                                                                                |
|  | Zhuchengtyrannus magnus                                                        |
|  |                                                                                |

|  | Tarbosaurus bataar      |
|  |                         |
|  | Zhuchengtyrannus magnus |
|  |                         |

|  | Tyrannosaurus                                                                  |
|  |                                                                                |
|  | \| \| Tarbosaurus bataar \| \| \| \| \| \| Zhuchengtyrannus magnus \| \| \| \| |
|  |                                                                                |
|  | Tarbosaurus bataar                                                             |
|  |                                                                                |
|  | Zhuchengtyrannus magnus                                                        |
|  |                                                                                |

|  | Tarbosaurus bataar      |
|  |                         |
|  | Zhuchengtyrannus magnus |
|  |                         |

|  | Tyrannosaurus                                                                  |
|  |                                                                                |
|  | \| \| Tarbosaurus bataar \| \| \| \| \| \| Zhuchengtyrannus magnus \| \| \| \| |
|  |                                                                                |
|  | Tarbosaurus bataar                                                             |
|  |                                                                                |
|  | Zhuchengtyrannus magnus                                                        |
|  |                                                                                |

|  | Tarbosaurus bataar      |
|  |                         |
|  | Zhuchengtyrannus magnus |
|  |                         |

|  | Tyrannosaurus                                                                  |
|  |                                                                                |
|  | \| \| Tarbosaurus bataar \| \| \| \| \| \| Zhuchengtyrannus magnus \| \| \| \| |
|  |                                                                                |
|  | Tarbosaurus bataar                                                             |
|  |                                                                                |
|  | Zhuchengtyrannus magnus                                                        |
|  |                                                                                |

|  | Tarbosaurus bataar      |
|  |                         |
|  | Zhuchengtyrannus magnus |
|  |                         |

|  | Tyrannosaurus                                                                  |
|  |                                                                                |
|  | \| \| Tarbosaurus bataar \| \| \| \| \| \| Zhuchengtyrannus magnus \| \| \| \| |
|  |                                                                                |
|  | Tarbosaurus bataar                                                             |
|  |                                                                                |
|  | Zhuchengtyrannus magnus                                                        |
|  |                                                                                |

|  | Tarbosaurus bataar      |
|  |                         |
|  | Zhuchengtyrannus magnus |
|  |                         |

|  | Tyrannosaurus                                                                  |
|  |                                                                                |
|  | \| \| Tarbosaurus bataar \| \| \| \| \| \| Zhuchengtyrannus magnus \| \| \| \| |
|  |                                                                                |
|  | Tarbosaurus bataar                                                             |
|  |                                                                                |
|  | Zhuchengtyrannus magnus                                                        |
|  |                                                                                |

|  | Tarbosaurus bataar      |
|  |                         |
|  | Zhuchengtyrannus magnus |
|  |                         |

|  | Tyrannosaurus                                                                  |
|  |                                                                                |
|  | \| \| Tarbosaurus bataar \| \| \| \| \| \| Zhuchengtyrannus magnus \| \| \| \| |
|  |                                                                                |
|  | Tarbosaurus bataar                                                             |
|  |                                                                                |
|  | Zhuchengtyrannus magnus                                                        |
|  |                                                                                |

|  | Tarbosaurus bataar      |
|  |                         |
|  | Zhuchengtyrannus magnus |
|  |                         |

|  | Tyrannosaurus                                                                  |
|  |                                                                                |
|  | \| \| Tarbosaurus bataar \| \| \| \| \| \| Zhuchengtyrannus magnus \| \| \| \| |
|  |                                                                                |
|  | Tarbosaurus bataar                                                             |
|  |                                                                                |
|  | Zhuchengtyrannus magnus                                                        |
|  |                                                                                |

|  | Tarbosaurus bataar      |
|  |                         |
|  | Zhuchengtyrannus magnus |
|  |                         |

|  | Tyrannosaurus                                                                  |
|  |                                                                                |
|  | \| \| Tarbosaurus bataar \| \| \| \| \| \| Zhuchengtyrannus magnus \| \| \| \| |
|  |                                                                                |
|  | Tarbosaurus bataar                                                             |
|  |                                                                                |
|  | Zhuchengtyrannus magnus                                                        |
|  |                                                                                |

|  | Tarbosaurus bataar      |
|  |                         |
|  | Zhuchengtyrannus magnus |
|  |                         |

|  | Tyrannosaurus                                                                  |
|  |                                                                                |
|  | \| \| Tarbosaurus bataar \| \| \| \| \| \| Zhuchengtyrannus magnus \| \| \| \| |
|  |                                                                                |
|  | Tarbosaurus bataar                                                             |
|  |                                                                                |
|  | Zhuchengtyrannus magnus                                                        |
|  |                                                                                |

|  | Tarbosaurus bataar      |
|  |                         |
|  | Zhuchengtyrannus magnus |
|  |                         |

|  | Tyrannosaurus                                                                  |
|  |                                                                                |
|  | \| \| Tarbosaurus bataar \| \| \| \| \| \| Zhuchengtyrannus magnus \| \| \| \| |
|  |                                                                                |
|  | Tarbosaurus bataar                                                             |
|  |                                                                                |
|  | Zhuchengtyrannus magnus                                                        |
|  |                                                                                |

|  | Tarbosaurus bataar      |
|  |                         |
|  | Zhuchengtyrannus magnus |
|  |                         |

|  | Tyrannosaurus                                                                  |
|  |                                                                                |
|  | \| \| Tarbosaurus bataar \| \| \| \| \| \| Zhuchengtyrannus magnus \| \| \| \| |
|  |                                                                                |
|  | Tarbosaurus bataar                                                             |
|  |                                                                                |
|  | Zhuchengtyrannus magnus                                                        |
|  |                                                                                |

|  | Tarbosaurus bataar      |
|  |                         |
|  | Zhuchengtyrannus magnus |
|  |                         |

|  | Tyrannosaurus                                                                  |
|  |                                                                                |
|  | \| \| Tarbosaurus bataar \| \| \| \| \| \| Zhuchengtyrannus magnus \| \| \| \| |
|  |                                                                                |
|  | Tarbosaurus bataar                                                             |
|  |                                                                                |
|  | Zhuchengtyrannus magnus                                                        |
|  |                                                                                |

|  | Tarbosaurus bataar      |
|  |                         |
|  | Zhuchengtyrannus magnus |
|  |                         |

|  | Tyrannosaurus                                                                  |
|  |                                                                                |
|  | \| \| Tarbosaurus bataar \| \| \| \| \| \| Zhuchengtyrannus magnus \| \| \| \| |
|  |                                                                                |
|  | Tarbosaurus bataar                                                             |
|  |                                                                                |
|  | Zhuchengtyrannus magnus                                                        |
|  |                                                                                |

|  | Tarbosaurus bataar      |
|  |                         |
|  | Zhuchengtyrannus magnus |
|  |                         |

|  | Tyrannosaurus                                                                  |
|  |                                                                                |
|  | \| \| Tarbosaurus bataar \| \| \| \| \| \| Zhuchengtyrannus magnus \| \| \| \| |
|  |                                                                                |
|  | Tarbosaurus bataar                                                             |
|  |                                                                                |
|  | Zhuchengtyrannus magnus                                                        |
|  |                                                                                |

|  | Tarbosaurus bataar      |
|  |                         |
|  | Zhuchengtyrannus magnus |
|  |                         |

|  | Tyrannosaurus                                                                  |
|  |                                                                                |
|  | \| \| Tarbosaurus bataar \| \| \| \| \| \| Zhuchengtyrannus magnus \| \| \| \| |
|  |                                                                                |
|  | Tarbosaurus bataar                                                             |
|  |                                                                                |
|  | Zhuchengtyrannus magnus                                                        |
|  |                                                                                |

|  | Tarbosaurus bataar      |
|  |                         |
|  | Zhuchengtyrannus magnus |
|  |                         |

|  | Tyrannosaurus                                                                  |
|  |                                                                                |
|  | \| \| Tarbosaurus bataar \| \| \| \| \| \| Zhuchengtyrannus magnus \| \| \| \| |
|  |                                                                                |
|  | Tarbosaurus bataar                                                             |
|  |                                                                                |
|  | Zhuchengtyrannus magnus                                                        |
|  |                                                                                |

|  | Tarbosaurus bataar      |
|  |                         |
|  | Zhuchengtyrannus magnus |
|  |                         |

|  | Tyrannosaurus                                                                  |
|  |                                                                                |
|  | \| \| Tarbosaurus bataar \| \| \| \| \| \| Zhuchengtyrannus magnus \| \| \| \| |
|  |                                                                                |
|  | Tarbosaurus bataar                                                             |
|  |                                                                                |
|  | Zhuchengtyrannus magnus                                                        |
|  |                                                                                |

|  | Tarbosaurus bataar      |
|  |                         |
|  | Zhuchengtyrannus magnus |
|  |                         |

|  | Tyrannosaurus                                                                  |
|  |                                                                                |
|  | \| \| Tarbosaurus bataar \| \| \| \| \| \| Zhuchengtyrannus magnus \| \| \| \| |
|  |                                                                                |
|  | Tarbosaurus bataar                                                             |
|  |                                                                                |
|  | Zhuchengtyrannus magnus                                                        |
|  |                                                                                |

|  | Tarbosaurus bataar      |
|  |                         |
|  | Zhuchengtyrannus magnus |
|  |                         |

|  | Tyrannosaurus                                                                  |
|  |                                                                                |
|  | \| \| Tarbosaurus bataar \| \| \| \| \| \| Zhuchengtyrannus magnus \| \| \| \| |
|  |                                                                                |
|  | Tarbosaurus bataar                                                             |
|  |                                                                                |
|  | Zhuchengtyrannus magnus                                                        |
|  |                                                                                |

|  | Tarbosaurus bataar      |
|  |                         |
|  | Zhuchengtyrannus magnus |
|  |                         |

|  | Tyrannosaurus                                                                  |
|  |                                                                                |
|  | \| \| Tarbosaurus bataar \| \| \| \| \| \| Zhuchengtyrannus magnus \| \| \| \| |
|  |                                                                                |
|  | Tarbosaurus bataar                                                             |
|  |                                                                                |
|  | Zhuchengtyrannus magnus                                                        |
|  |                                                                                |

|  | Tarbosaurus bataar      |
|  |                         |
|  | Zhuchengtyrannus magnus |
|  |                         |

|  | Tyrannosaurus                                                                  |
|  |                                                                                |
|  | \| \| Tarbosaurus bataar \| \| \| \| \| \| Zhuchengtyrannus magnus \| \| \| \| |
|  |                                                                                |
|  | Tarbosaurus bataar                                                             |
|  |                                                                                |
|  | Zhuchengtyrannus magnus                                                        |
|  |                                                                                |

|  | Tarbosaurus bataar      |
|  |                         |
|  | Zhuchengtyrannus magnus |
|  |                         |

|  | Tyrannosaurus                                                                  |
|  |                                                                                |
|  | \| \| Tarbosaurus bataar \| \| \| \| \| \| Zhuchengtyrannus magnus \| \| \| \| |
|  |                                                                                |
|  | Tarbosaurus bataar                                                             |
|  |                                                                                |
|  | Zhuchengtyrannus magnus                                                        |
|  |                                                                                |

|  | Tarbosaurus bataar      |
|  |                         |
|  | Zhuchengtyrannus magnus |
|  |                         |

|  | Tyrannosaurus                                                                  |
|  |                                                                                |
|  | \| \| Tarbosaurus bataar \| \| \| \| \| \| Zhuchengtyrannus magnus \| \| \| \| |
|  |                                                                                |
|  | Tarbosaurus bataar                                                             |
|  |                                                                                |
|  | Zhuchengtyrannus magnus                                                        |
|  |                                                                                |

|  | Tarbosaurus bataar      |
|  |                         |
|  | Zhuchengtyrannus magnus |
|  |                         |

|  | Tyrannosaurus                                                                  |
|  |                                                                                |
|  | \| \| Tarbosaurus bataar \| \| \| \| \| \| Zhuchengtyrannus magnus \| \| \| \| |
|  |                                                                                |
|  | Tarbosaurus bataar                                                             |
|  |                                                                                |
|  | Zhuchengtyrannus magnus                                                        |
|  |                                                                                |

|  | Tarbosaurus bataar      |
|  |                         |
|  | Zhuchengtyrannus magnus |
|  |                         |

|  | Tyrannosaurus                                                                  |
|  |                                                                                |
|  | \| \| Tarbosaurus bataar \| \| \| \| \| \| Zhuchengtyrannus magnus \| \| \| \| |
|  |                                                                                |
|  | Tarbosaurus bataar                                                             |
|  |                                                                                |
|  | Zhuchengtyrannus magnus                                                        |
|  |                                                                                |

|  | Tarbosaurus bataar      |
|  |                         |
|  | Zhuchengtyrannus magnus |
|  |                         |

|  | Tyrannosaurus                                                                  |
|  |                                                                                |
|  | \| \| Tarbosaurus bataar \| \| \| \| \| \| Zhuchengtyrannus magnus \| \| \| \| |
|  |                                                                                |
|  | Tarbosaurus bataar                                                             |
|  |                                                                                |
|  | Zhuchengtyrannus magnus                                                        |
|  |                                                                                |

|  | Tarbosaurus bataar      |
|  |                         |
|  | Zhuchengtyrannus magnus |
|  |                         |

|  | Tyrannosaurus                                                                  |
|  |                                                                                |
|  | \| \| Tarbosaurus bataar \| \| \| \| \| \| Zhuchengtyrannus magnus \| \| \| \| |
|  |                                                                                |
|  | Tarbosaurus bataar                                                             |
|  |                                                                                |
|  | Zhuchengtyrannus magnus                                                        |
|  |                                                                                |

|  | Tarbosaurus bataar      |
|  |                         |
|  | Zhuchengtyrannus magnus |
|  |                         |

|  | Tyrannosaurus                                                                  |
|  |                                                                                |
|  | \| \| Tarbosaurus bataar \| \| \| \| \| \| Zhuchengtyrannus magnus \| \| \| \| |
|  |                                                                                |
|  | Tarbosaurus bataar                                                             |
|  |                                                                                |
|  | Zhuchengtyrannus magnus                                                        |
|  |                                                                                |

|  | Tarbosaurus bataar      |
|  |                         |
|  | Zhuchengtyrannus magnus |
|  |                         |

|  | Tyrannosaurus                                                                  |
|  |                                                                                |
|  | \| \| Tarbosaurus bataar \| \| \| \| \| \| Zhuchengtyrannus magnus \| \| \| \| |
|  |                                                                                |
|  | Tarbosaurus bataar                                                             |
|  |                                                                                |
|  | Zhuchengtyrannus magnus                                                        |
|  |                                                                                |

|  | Tarbosaurus bataar      |
|  |                         |
|  | Zhuchengtyrannus magnus |
|  |                         |

|  | Tyrannosaurus                                                                  |
|  |                                                                                |
|  | \| \| Tarbosaurus bataar \| \| \| \| \| \| Zhuchengtyrannus magnus \| \| \| \| |
|  |                                                                                |
|  | Tarbosaurus bataar                                                             |
|  |                                                                                |
|  | Zhuchengtyrannus magnus                                                        |
|  |                                                                                |

|  | Tarbosaurus bataar      |
|  |                         |
|  | Zhuchengtyrannus magnus |
|  |                         |

|  | Tyrannosaurus                                                                  |
|  |                                                                                |
|  | \| \| Tarbosaurus bataar \| \| \| \| \| \| Zhuchengtyrannus magnus \| \| \| \| |
|  |                                                                                |
|  | Tarbosaurus bataar                                                             |
|  |                                                                                |
|  | Zhuchengtyrannus magnus                                                        |
|  |                                                                                |

|  | Tarbosaurus bataar      |
|  |                         |
|  | Zhuchengtyrannus magnus |
|  |                         |

|  | Tyrannosaurus                                                                  |
|  |                                                                                |
|  | \| \| Tarbosaurus bataar \| \| \| \| \| \| Zhuchengtyrannus magnus \| \| \| \| |
|  |                                                                                |
|  | Tarbosaurus bataar                                                             |
|  |                                                                                |
|  | Zhuchengtyrannus magnus                                                        |
|  |                                                                                |

|  | Tarbosaurus bataar      |
|  |                         |
|  | Zhuchengtyrannus magnus |
|  |                         |

|  | Tyrannosaurus                                                                  |
|  |                                                                                |
|  | \| \| Tarbosaurus bataar \| \| \| \| \| \| Zhuchengtyrannus magnus \| \| \| \| |
|  |                                                                                |
|  | Tarbosaurus bataar                                                             |
|  |                                                                                |
|  | Zhuchengtyrannus magnus                                                        |
|  |                                                                                |

|  | Tarbosaurus bataar      |
|  |                         |
|  | Zhuchengtyrannus magnus |
|  |                         |

|  | Tyrannosaurus                                                                  |
|  |                                                                                |
|  | \| \| Tarbosaurus bataar \| \| \| \| \| \| Zhuchengtyrannus magnus \| \| \| \| |
|  |                                                                                |
|  | Tarbosaurus bataar                                                             |
|  |                                                                                |
|  | Zhuchengtyrannus magnus                                                        |
|  |                                                                                |

|  | Tarbosaurus bataar      |
|  |                         |
|  | Zhuchengtyrannus magnus |
|  |                         |

|  | Tyrannosaurus                                                                  |
|  |                                                                                |
|  | \| \| Tarbosaurus bataar \| \| \| \| \| \| Zhuchengtyrannus magnus \| \| \| \| |
|  |                                                                                |
|  | Tarbosaurus bataar                                                             |
|  |                                                                                |
|  | Zhuchengtyrannus magnus                                                        |
|  |                                                                                |

|  | Tarbosaurus bataar      |
|  |                         |
|  | Zhuchengtyrannus magnus |
|  |                         |

|  | Tyrannosaurus                                                                  |
|  |                                                                                |
|  | \| \| Tarbosaurus bataar \| \| \| \| \| \| Zhuchengtyrannus magnus \| \| \| \| |
|  |                                                                                |
|  | Tarbosaurus bataar                                                             |
|  |                                                                                |
|  | Zhuchengtyrannus magnus                                                        |
|  |                                                                                |

|  | Tarbosaurus bataar      |
|  |                         |
|  | Zhuchengtyrannus magnus |
|  |                         |

|  | Tyrannosaurus                                                                  |
|  |                                                                                |
|  | \| \| Tarbosaurus bataar \| \| \| \| \| \| Zhuchengtyrannus magnus \| \| \| \| |
|  |                                                                                |
|  | Tarbosaurus bataar                                                             |
|  |                                                                                |
|  | Zhuchengtyrannus magnus                                                        |
|  |                                                                                |

|  | Tarbosaurus bataar      |
|  |                         |
|  | Zhuchengtyrannus magnus |
|  |                         |

|  | Tyrannosaurus                                                                  |
|  |                                                                                |
|  | \| \| Tarbosaurus bataar \| \| \| \| \| \| Zhuchengtyrannus magnus \| \| \| \| |
|  |                                                                                |
|  | Tarbosaurus bataar                                                             |
|  |                                                                                |
|  | Zhuchengtyrannus magnus                                                        |
|  |                                                                                |

|  | Tarbosaurus bataar      |
|  |                         |
|  | Zhuchengtyrannus magnus |
|  |                         |

|  | Tyrannosaurus                                                                  |
|  |                                                                                |
|  | \| \| Tarbosaurus bataar \| \| \| \| \| \| Zhuchengtyrannus magnus \| \| \| \| |
|  |                                                                                |
|  | Tarbosaurus bataar                                                             |
|  |                                                                                |
|  | Zhuchengtyrannus magnus                                                        |
|  |                                                                                |

|  | Tarbosaurus bataar      |
|  |                         |
|  | Zhuchengtyrannus magnus |
|  |                         |

En su descripción de 2024 de Tyrannosaurus mcraeensis, Dalman et al. recuperaron resultados similares a análisis anteriores, con Tyrannosaurus como taxón hermano del clado formado por Tarbosaurus y Zhuchengtyrannus , llamado Tyrannosaurini. También encontraron apoyo para un clado monofilético que contiene Daspletosaurus y Thanatotheristes, típicamente denominado Daspletosaurini.
|  | Albertosaurus sarcophagus |
|  |                           |
|  | Gorgosaurus libratus      |
|  |                           |

|  | Daspletosaurus horneri |
|  |                        |
|  | Thanatotheristes       |
|  |                        |

|  | Daspletosaurus torosus |
|  |                        |
|  | Daspletosaurus wilsoni |
|  |                        |

|  | Daspletosaurus horneri |
|  |                        |
|  | Thanatotheristes       |
|  |                        |

|  | Daspletosaurus torosus |
|  |                        |
|  | Daspletosaurus wilsoni |
|  |                        |

|  | Tyrannosaurus mcraeensis |
|  |                          |
|  | Tyrannosaurus rex        |
|  |                          |

|  | Zhuchengtyrannus |
|  |                  |
|  | Tarbosaurus      |
|  |                  |

|  | Tyrannosaurus mcraeensis |
|  |                          |
|  | Tyrannosaurus rex        |
|  |                          |

|  | Zhuchengtyrannus |
|  |                  |
|  | Tarbosaurus      |
|  |                  |

|  | Tyrannosaurus mcraeensis |
|  |                          |
|  | Tyrannosaurus rex        |
|  |                          |

|  | Zhuchengtyrannus |
|  |                  |
|  | Tarbosaurus      |
|  |                  |

|  | Tyrannosaurus mcraeensis |
|  |                          |
|  | Tyrannosaurus rex        |
|  |                          |

|  | Zhuchengtyrannus |
|  |                  |
|  | Tarbosaurus      |
|  |                  |

|  | Tyrannosaurus mcraeensis |
|  |                          |
|  | Tyrannosaurus rex        |
|  |                          |

|  | Zhuchengtyrannus |
|  |                  |
|  | Tarbosaurus      |
|  |                  |

|  | Tyrannosaurus mcraeensis |
|  |                          |
|  | Tyrannosaurus rex        |
|  |                          |

|  | Zhuchengtyrannus |
|  |                  |
|  | Tarbosaurus      |
|  |                  |

|  | Tyrannosaurus mcraeensis |
|  |                          |
|  | Tyrannosaurus rex        |
|  |                          |

|  | Zhuchengtyrannus |
|  |                  |
|  | Tarbosaurus      |
|  |                  |

|  | Tyrannosaurus mcraeensis |
|  |                          |
|  | Tyrannosaurus rex        |
|  |                          |

|  | Zhuchengtyrannus |
|  |                  |
|  | Tarbosaurus      |
|  |                  |

|  | Tyrannosaurus mcraeensis |
|  |                          |
|  | Tyrannosaurus rex        |
|  |                          |

|  | Zhuchengtyrannus |
|  |                  |
|  | Tarbosaurus      |
|  |                  |

|  | Tyrannosaurus mcraeensis |
|  |                          |
|  | Tyrannosaurus rex        |
|  |                          |

|  | Zhuchengtyrannus |
|  |                  |
|  | Tarbosaurus      |
|  |                  |

|  | Tyrannosaurus mcraeensis |
|  |                          |
|  | Tyrannosaurus rex        |
|  |                          |

|  | Zhuchengtyrannus |
|  |                  |
|  | Tarbosaurus      |
|  |                  |

|  | Tyrannosaurus mcraeensis |
|  |                          |
|  | Tyrannosaurus rex        |
|  |                          |

|  | Zhuchengtyrannus |
|  |                  |
|  | Tarbosaurus      |
|  |                  |

|  | Tyrannosaurus mcraeensis |
|  |                          |
|  | Tyrannosaurus rex        |
|  |                          |

|  | Zhuchengtyrannus |
|  |                  |
|  | Tarbosaurus      |
|  |                  |

|  | Tyrannosaurus mcraeensis |
|  |                          |
|  | Tyrannosaurus rex        |
|  |                          |

|  | Zhuchengtyrannus |
|  |                  |
|  | Tarbosaurus      |
|  |                  |

|  | Tyrannosaurus mcraeensis |
|  |                          |
|  | Tyrannosaurus rex        |
|  |                          |

|  | Zhuchengtyrannus |
|  |                  |
|  | Tarbosaurus      |
|  |                  |

|  | Tyrannosaurus mcraeensis |
|  |                          |
|  | Tyrannosaurus rex        |
|  |                          |

|  | Zhuchengtyrannus |
|  |                  |
|  | Tarbosaurus      |
|  |                  |

|  | Tyrannosaurus mcraeensis |
|  |                          |
|  | Tyrannosaurus rex        |
|  |                          |

|  | Zhuchengtyrannus |
|  |                  |
|  | Tarbosaurus      |
|  |                  |

|  | Tyrannosaurus mcraeensis |
|  |                          |
|  | Tyrannosaurus rex        |
|  |                          |

|  | Zhuchengtyrannus |
|  |                  |
|  | Tarbosaurus      |
|  |                  |

|  | Tyrannosaurus mcraeensis |
|  |                          |
|  | Tyrannosaurus rex        |
|  |                          |

|  | Zhuchengtyrannus |
|  |                  |
|  | Tarbosaurus      |
|  |                  |

|  | Tyrannosaurus mcraeensis |
|  |                          |
|  | Tyrannosaurus rex        |
|  |                          |

|  | Zhuchengtyrannus |
|  |                  |
|  | Tarbosaurus      |
|  |                  |

|  | Tyrannosaurus mcraeensis |
|  |                          |
|  | Tyrannosaurus rex        |
|  |                          |

|  | Zhuchengtyrannus |
|  |                  |
|  | Tarbosaurus      |
|  |                  |

|  | Tyrannosaurus mcraeensis |
|  |                          |
|  | Tyrannosaurus rex        |
|  |                          |

|  | Zhuchengtyrannus |
|  |                  |
|  | Tarbosaurus      |
|  |                  |

|  | Tyrannosaurus mcraeensis |
|  |                          |
|  | Tyrannosaurus rex        |
|  |                          |

|  | Zhuchengtyrannus |
|  |                  |
|  | Tarbosaurus      |
|  |                  |

|  | Tyrannosaurus mcraeensis |
|  |                          |
|  | Tyrannosaurus rex        |
|  |                          |

|  | Zhuchengtyrannus |
|  |                  |
|  | Tarbosaurus      |
|  |                  |

|  | Tyrannosaurus mcraeensis |
|  |                          |
|  | Tyrannosaurus rex        |
|  |                          |

|  | Zhuchengtyrannus |
|  |                  |
|  | Tarbosaurus      |
|  |                  |

|  | Tyrannosaurus mcraeensis |
|  |                          |
|  | Tyrannosaurus rex        |
|  |                          |

|  | Zhuchengtyrannus |
|  |                  |
|  | Tarbosaurus      |
|  |                  |

|  | Tyrannosaurus mcraeensis |
|  |                          |
|  | Tyrannosaurus rex        |
|  |                          |

|  | Zhuchengtyrannus |
|  |                  |
|  | Tarbosaurus      |
|  |                  |

|  | Tyrannosaurus mcraeensis |
|  |                          |
|  | Tyrannosaurus rex        |
|  |                          |

|  | Zhuchengtyrannus |
|  |                  |
|  | Tarbosaurus      |
|  |                  |

|  | Tyrannosaurus mcraeensis |
|  |                          |
|  | Tyrannosaurus rex        |
|  |                          |

|  | Zhuchengtyrannus |
|  |                  |
|  | Tarbosaurus      |
|  |                  |

|  | Tyrannosaurus mcraeensis |
|  |                          |
|  | Tyrannosaurus rex        |
|  |                          |

|  | Zhuchengtyrannus |
|  |                  |
|  | Tarbosaurus      |
|  |                  |

|  | Tyrannosaurus mcraeensis |
|  |                          |
|  | Tyrannosaurus rex        |
|  |                          |

|  | Zhuchengtyrannus |
|  |                  |
|  | Tarbosaurus      |
|  |                  |

|  | Tyrannosaurus mcraeensis |
|  |                          |
|  | Tyrannosaurus rex        |
|  |                          |

|  | Zhuchengtyrannus |
|  |                  |
|  | Tarbosaurus      |
|  |                  |

|  | Daspletosaurus horneri |
|  |                        |
|  | Thanatotheristes       |
|  |                        |

|  | Daspletosaurus torosus |
|  |                        |
|  | Daspletosaurus wilsoni |
|  |                        |

|  | Daspletosaurus horneri |
|  |                        |
|  | Thanatotheristes       |
|  |                        |

|  | Daspletosaurus torosus |
|  |                        |
|  | Daspletosaurus wilsoni |
|  |                        |

|  | Tyrannosaurus mcraeensis |
|  |                          |
|  | Tyrannosaurus rex        |
|  |                          |

|  | Zhuchengtyrannus |
|  |                  |
|  | Tarbosaurus      |
|  |                  |

|  | Tyrannosaurus mcraeensis |
|  |                          |
|  | Tyrannosaurus rex        |
|  |                          |

|  | Zhuchengtyrannus |
|  |                  |
|  | Tarbosaurus      |
|  |                  |

|  | Tyrannosaurus mcraeensis |
|  |                          |
|  | Tyrannosaurus rex        |
|  |                          |

|  | Zhuchengtyrannus |
|  |                  |
|  | Tarbosaurus      |
|  |                  |

|  | Tyrannosaurus mcraeensis |
|  |                          |
|  | Tyrannosaurus rex        |
|  |                          |

|  | Zhuchengtyrannus |
|  |                  |
|  | Tarbosaurus      |
|  |                  |

|  | Tyrannosaurus mcraeensis |
|  |                          |
|  | Tyrannosaurus rex        |
|  |                          |

|  | Zhuchengtyrannus |
|  |                  |
|  | Tarbosaurus      |
|  |                  |

|  | Tyrannosaurus mcraeensis |
|  |                          |
|  | Tyrannosaurus rex        |
|  |                          |

|  | Zhuchengtyrannus |
|  |                  |
|  | Tarbosaurus      |
|  |                  |

|  | Tyrannosaurus mcraeensis |
|  |                          |
|  | Tyrannosaurus rex        |
|  |                          |

|  | Zhuchengtyrannus |
|  |                  |
|  | Tarbosaurus      |
|  |                  |

|  | Tyrannosaurus mcraeensis |
|  |                          |
|  | Tyrannosaurus rex        |
|  |                          |

|  | Zhuchengtyrannus |
|  |                  |
|  | Tarbosaurus      |
|  |                  |

|  | Tyrannosaurus mcraeensis |
|  |                          |
|  | Tyrannosaurus rex        |
|  |                          |

|  | Zhuchengtyrannus |
|  |                  |
|  | Tarbosaurus      |
|  |                  |

|  | Tyrannosaurus mcraeensis |
|  |                          |
|  | Tyrannosaurus rex        |
|  |                          |

|  | Zhuchengtyrannus |
|  |                  |
|  | Tarbosaurus      |
|  |                  |

|  | Tyrannosaurus mcraeensis |
|  |                          |
|  | Tyrannosaurus rex        |
|  |                          |

|  | Zhuchengtyrannus |
|  |                  |
|  | Tarbosaurus      |
|  |                  |

|  | Tyrannosaurus mcraeensis |
|  |                          |
|  | Tyrannosaurus rex        |
|  |                          |

|  | Zhuchengtyrannus |
|  |                  |
|  | Tarbosaurus      |
|  |                  |

|  | Tyrannosaurus mcraeensis |
|  |                          |
|  | Tyrannosaurus rex        |
|  |                          |

|  | Zhuchengtyrannus |
|  |                  |
|  | Tarbosaurus      |
|  |                  |

|  | Tyrannosaurus mcraeensis |
|  |                          |
|  | Tyrannosaurus rex        |
|  |                          |

|  | Zhuchengtyrannus |
|  |                  |
|  | Tarbosaurus      |
|  |                  |

|  | Tyrannosaurus mcraeensis |
|  |                          |
|  | Tyrannosaurus rex        |
|  |                          |

|  | Zhuchengtyrannus |
|  |                  |
|  | Tarbosaurus      |
|  |                  |

|  | Tyrannosaurus mcraeensis |
|  |                          |
|  | Tyrannosaurus rex        |
|  |                          |

|  | Zhuchengtyrannus |
|  |                  |
|  | Tarbosaurus      |
|  |                  |

|  | Tyrannosaurus mcraeensis |
|  |                          |
|  | Tyrannosaurus rex        |
|  |                          |

|  | Zhuchengtyrannus |
|  |                  |
|  | Tarbosaurus      |
|  |                  |

|  | Tyrannosaurus mcraeensis |
|  |                          |
|  | Tyrannosaurus rex        |
|  |                          |

|  | Zhuchengtyrannus |
|  |                  |
|  | Tarbosaurus      |
|  |                  |

|  | Tyrannosaurus mcraeensis |
|  |                          |
|  | Tyrannosaurus rex        |
|  |                          |

|  | Zhuchengtyrannus |
|  |                  |
|  | Tarbosaurus      |
|  |                  |

|  | Tyrannosaurus mcraeensis |
|  |                          |
|  | Tyrannosaurus rex        |
|  |                          |

|  | Zhuchengtyrannus |
|  |                  |
|  | Tarbosaurus      |
|  |                  |

|  | Tyrannosaurus mcraeensis |
|  |                          |
|  | Tyrannosaurus rex        |
|  |                          |

|  | Zhuchengtyrannus |
|  |                  |
|  | Tarbosaurus      |
|  |                  |

|  | Tyrannosaurus mcraeensis |
|  |                          |
|  | Tyrannosaurus rex        |
|  |                          |

|  | Zhuchengtyrannus |
|  |                  |
|  | Tarbosaurus      |
|  |                  |

|  | Tyrannosaurus mcraeensis |
|  |                          |
|  | Tyrannosaurus rex        |
|  |                          |

|  | Zhuchengtyrannus |
|  |                  |
|  | Tarbosaurus      |
|  |                  |

|  | Tyrannosaurus mcraeensis |
|  |                          |
|  | Tyrannosaurus rex        |
|  |                          |

|  | Zhuchengtyrannus |
|  |                  |
|  | Tarbosaurus      |
|  |                  |

|  | Tyrannosaurus mcraeensis |
|  |                          |
|  | Tyrannosaurus rex        |
|  |                          |

|  | Zhuchengtyrannus |
|  |                  |
|  | Tarbosaurus      |
|  |                  |

|  | Tyrannosaurus mcraeensis |
|  |                          |
|  | Tyrannosaurus rex        |
|  |                          |

|  | Zhuchengtyrannus |
|  |                  |
|  | Tarbosaurus      |
|  |                  |

|  | Tyrannosaurus mcraeensis |
|  |                          |
|  | Tyrannosaurus rex        |
|  |                          |

|  | Zhuchengtyrannus |
|  |                  |
|  | Tarbosaurus      |
|  |                  |

|  | Tyrannosaurus mcraeensis |
|  |                          |
|  | Tyrannosaurus rex        |
|  |                          |

|  | Zhuchengtyrannus |
|  |                  |
|  | Tarbosaurus      |
|  |                  |

|  | Tyrannosaurus mcraeensis |
|  |                          |
|  | Tyrannosaurus rex        |
|  |                          |

|  | Zhuchengtyrannus |
|  |                  |
|  | Tarbosaurus      |
|  |                  |

|  | Tyrannosaurus mcraeensis |
|  |                          |
|  | Tyrannosaurus rex        |
|  |                          |

|  | Zhuchengtyrannus |
|  |                  |
|  | Tarbosaurus      |
|  |                  |

|  | Tyrannosaurus mcraeensis |
|  |                          |
|  | Tyrannosaurus rex        |
|  |                          |

|  | Zhuchengtyrannus |
|  |                  |
|  | Tarbosaurus      |
|  |                  |

|  | Tyrannosaurus mcraeensis |
|  |                          |
|  | Tyrannosaurus rex        |
|  |                          |

|  | Zhuchengtyrannus |
|  |                  |
|  | Tarbosaurus      |
|  |                  |

|  | Albertosaurus sarcophagus |
|  |                           |
|  | Gorgosaurus libratus      |
|  |                           |

|  | Daspletosaurus horneri |
|  |                        |
|  | Thanatotheristes       |
|  |                        |

|  | Daspletosaurus torosus |
|  |                        |
|  | Daspletosaurus wilsoni |
|  |                        |

|  | Daspletosaurus horneri |
|  |                        |
|  | Thanatotheristes       |
|  |                        |

|  | Daspletosaurus torosus |
|  |                        |
|  | Daspletosaurus wilsoni |
|  |                        |

|  | Tyrannosaurus mcraeensis |
|  |                          |
|  | Tyrannosaurus rex        |
|  |                          |

|  | Zhuchengtyrannus |
|  |                  |
|  | Tarbosaurus      |
|  |                  |

|  | Tyrannosaurus mcraeensis |
|  |                          |
|  | Tyrannosaurus rex        |
|  |                          |

|  | Zhuchengtyrannus |
|  |                  |
|  | Tarbosaurus      |
|  |                  |

|  | Tyrannosaurus mcraeensis |
|  |                          |
|  | Tyrannosaurus rex        |
|  |                          |

|  | Zhuchengtyrannus |
|  |                  |
|  | Tarbosaurus      |
|  |                  |

|  | Tyrannosaurus mcraeensis |
|  |                          |
|  | Tyrannosaurus rex        |
|  |                          |

|  | Zhuchengtyrannus |
|  |                  |
|  | Tarbosaurus      |
|  |                  |

|  | Tyrannosaurus mcraeensis |
|  |                          |
|  | Tyrannosaurus rex        |
|  |                          |

|  | Zhuchengtyrannus |
|  |                  |
|  | Tarbosaurus      |
|  |                  |

|  | Tyrannosaurus mcraeensis |
|  |                          |
|  | Tyrannosaurus rex        |
|  |                          |

|  | Zhuchengtyrannus |
|  |                  |
|  | Tarbosaurus      |
|  |                  |

|  | Tyrannosaurus mcraeensis |
|  |                          |
|  | Tyrannosaurus rex        |
|  |                          |

|  | Zhuchengtyrannus |
|  |                  |
|  | Tarbosaurus      |
|  |                  |

|  | Tyrannosaurus mcraeensis |
|  |                          |
|  | Tyrannosaurus rex        |
|  |                          |

|  | Zhuchengtyrannus |
|  |                  |
|  | Tarbosaurus      |
|  |                  |

|  | Tyrannosaurus mcraeensis |
|  |                          |
|  | Tyrannosaurus rex        |
|  |                          |

|  | Zhuchengtyrannus |
|  |                  |
|  | Tarbosaurus      |
|  |                  |

|  | Tyrannosaurus mcraeensis |
|  |                          |
|  | Tyrannosaurus rex        |
|  |                          |

|  | Zhuchengtyrannus |
|  |                  |
|  | Tarbosaurus      |
|  |                  |

|  | Tyrannosaurus mcraeensis |
|  |                          |
|  | Tyrannosaurus rex        |
|  |                          |

|  | Zhuchengtyrannus |
|  |                  |
|  | Tarbosaurus      |
|  |                  |

|  | Tyrannosaurus mcraeensis |
|  |                          |
|  | Tyrannosaurus rex        |
|  |                          |

|  | Zhuchengtyrannus |
|  |                  |
|  | Tarbosaurus      |
|  |                  |

|  | Tyrannosaurus mcraeensis |
|  |                          |
|  | Tyrannosaurus rex        |
|  |                          |

|  | Zhuchengtyrannus |
|  |                  |
|  | Tarbosaurus      |
|  |                  |

|  | Tyrannosaurus mcraeensis |
|  |                          |
|  | Tyrannosaurus rex        |
|  |                          |

|  | Zhuchengtyrannus |
|  |                  |
|  | Tarbosaurus      |
|  |                  |

|  | Tyrannosaurus mcraeensis |
|  |                          |
|  | Tyrannosaurus rex        |
|  |                          |

|  | Zhuchengtyrannus |
|  |                  |
|  | Tarbosaurus      |
|  |                  |

|  | Tyrannosaurus mcraeensis |
|  |                          |
|  | Tyrannosaurus rex        |
|  |                          |

|  | Zhuchengtyrannus |
|  |                  |
|  | Tarbosaurus      |
|  |                  |

|  | Tyrannosaurus mcraeensis |
|  |                          |
|  | Tyrannosaurus rex        |
|  |                          |

|  | Zhuchengtyrannus |
|  |                  |
|  | Tarbosaurus      |
|  |                  |

|  | Tyrannosaurus mcraeensis |
|  |                          |
|  | Tyrannosaurus rex        |
|  |                          |

|  | Zhuchengtyrannus |
|  |                  |
|  | Tarbosaurus      |
|  |                  |

|  | Tyrannosaurus mcraeensis |
|  |                          |
|  | Tyrannosaurus rex        |
|  |                          |

|  | Zhuchengtyrannus |
|  |                  |
|  | Tarbosaurus      |
|  |                  |

|  | Tyrannosaurus mcraeensis |
|  |                          |
|  | Tyrannosaurus rex        |
|  |                          |

|  | Zhuchengtyrannus |
|  |                  |
|  | Tarbosaurus      |
|  |                  |

|  | Tyrannosaurus mcraeensis |
|  |                          |
|  | Tyrannosaurus rex        |
|  |                          |

|  | Zhuchengtyrannus |
|  |                  |
|  | Tarbosaurus      |
|  |                  |

|  | Tyrannosaurus mcraeensis |
|  |                          |
|  | Tyrannosaurus rex        |
|  |                          |

|  | Zhuchengtyrannus |
|  |                  |
|  | Tarbosaurus      |
|  |                  |

|  | Tyrannosaurus mcraeensis |
|  |                          |
|  | Tyrannosaurus rex        |
|  |                          |

|  | Zhuchengtyrannus |
|  |                  |
|  | Tarbosaurus      |
|  |                  |

|  | Tyrannosaurus mcraeensis |
|  |                          |
|  | Tyrannosaurus rex        |
|  |                          |

|  | Zhuchengtyrannus |
|  |                  |
|  | Tarbosaurus      |
|  |                  |

|  | Tyrannosaurus mcraeensis |
|  |                          |
|  | Tyrannosaurus rex        |
|  |                          |

|  | Zhuchengtyrannus |
|  |                  |
|  | Tarbosaurus      |
|  |                  |

|  | Tyrannosaurus mcraeensis |
|  |                          |
|  | Tyrannosaurus rex        |
|  |                          |

|  | Zhuchengtyrannus |
|  |                  |
|  | Tarbosaurus      |
|  |                  |

|  | Tyrannosaurus mcraeensis |
|  |                          |
|  | Tyrannosaurus rex        |
|  |                          |

|  | Zhuchengtyrannus |
|  |                  |
|  | Tarbosaurus      |
|  |                  |

|  | Tyrannosaurus mcraeensis |
|  |                          |
|  | Tyrannosaurus rex        |
|  |                          |

|  | Zhuchengtyrannus |
|  |                  |
|  | Tarbosaurus      |
|  |                  |

|  | Tyrannosaurus mcraeensis |
|  |                          |
|  | Tyrannosaurus rex        |
|  |                          |

|  | Zhuchengtyrannus |
|  |                  |
|  | Tarbosaurus      |
|  |                  |

|  | Tyrannosaurus mcraeensis |
|  |                          |
|  | Tyrannosaurus rex        |
|  |                          |

|  | Zhuchengtyrannus |
|  |                  |
|  | Tarbosaurus      |
|  |                  |

|  | Tyrannosaurus mcraeensis |
|  |                          |
|  | Tyrannosaurus rex        |
|  |                          |

|  | Zhuchengtyrannus |
|  |                  |
|  | Tarbosaurus      |
|  |                  |

|  | Tyrannosaurus mcraeensis |
|  |                          |
|  | Tyrannosaurus rex        |
|  |                          |

|  | Zhuchengtyrannus |
|  |                  |
|  | Tarbosaurus      |
|  |                  |

|  | Daspletosaurus horneri |
|  |                        |
|  | Thanatotheristes       |
|  |                        |

|  | Daspletosaurus torosus |
|  |                        |
|  | Daspletosaurus wilsoni |
|  |                        |

|  | Daspletosaurus horneri |
|  |                        |
|  | Thanatotheristes       |
|  |                        |

|  | Daspletosaurus torosus |
|  |                        |
|  | Daspletosaurus wilsoni |
|  |                        |

|  | Tyrannosaurus mcraeensis |
|  |                          |
|  | Tyrannosaurus rex        |
|  |                          |

|  | Zhuchengtyrannus |
|  |                  |
|  | Tarbosaurus      |
|  |                  |

|  | Tyrannosaurus mcraeensis |
|  |                          |
|  | Tyrannosaurus rex        |
|  |                          |

|  | Zhuchengtyrannus |
|  |                  |
|  | Tarbosaurus      |
|  |                  |

|  | Tyrannosaurus mcraeensis |
|  |                          |
|  | Tyrannosaurus rex        |
|  |                          |

|  | Zhuchengtyrannus |
|  |                  |
|  | Tarbosaurus      |
|  |                  |

|  | Tyrannosaurus mcraeensis |
|  |                          |
|  | Tyrannosaurus rex        |
|  |                          |

|  | Zhuchengtyrannus |
|  |                  |
|  | Tarbosaurus      |
|  |                  |

|  | Tyrannosaurus mcraeensis |
|  |                          |
|  | Tyrannosaurus rex        |
|  |                          |

|  | Zhuchengtyrannus |
|  |                  |
|  | Tarbosaurus      |
|  |                  |

|  | Tyrannosaurus mcraeensis |
|  |                          |
|  | Tyrannosaurus rex        |
|  |                          |

|  | Zhuchengtyrannus |
|  |                  |
|  | Tarbosaurus      |
|  |                  |

|  | Tyrannosaurus mcraeensis |
|  |                          |
|  | Tyrannosaurus rex        |
|  |                          |

|  | Zhuchengtyrannus |
|  |                  |
|  | Tarbosaurus      |
|  |                  |

|  | Tyrannosaurus mcraeensis |
|  |                          |
|  | Tyrannosaurus rex        |
|  |                          |

|  | Zhuchengtyrannus |
|  |                  |
|  | Tarbosaurus      |
|  |                  |

|  | Tyrannosaurus mcraeensis |
|  |                          |
|  | Tyrannosaurus rex        |
|  |                          |

|  | Zhuchengtyrannus |
|  |                  |
|  | Tarbosaurus      |
|  |                  |

|  | Tyrannosaurus mcraeensis |
|  |                          |
|  | Tyrannosaurus rex        |
|  |                          |

|  | Zhuchengtyrannus |
|  |                  |
|  | Tarbosaurus      |
|  |                  |

|  | Tyrannosaurus mcraeensis |
|  |                          |
|  | Tyrannosaurus rex        |
|  |                          |

|  | Zhuchengtyrannus |
|  |                  |
|  | Tarbosaurus      |
|  |                  |

|  | Tyrannosaurus mcraeensis |
|  |                          |
|  | Tyrannosaurus rex        |
|  |                          |

|  | Zhuchengtyrannus |
|  |                  |
|  | Tarbosaurus      |
|  |                  |

|  | Tyrannosaurus mcraeensis |
|  |                          |
|  | Tyrannosaurus rex        |
|  |                          |

|  | Zhuchengtyrannus |
|  |                  |
|  | Tarbosaurus      |
|  |                  |

|  | Tyrannosaurus mcraeensis |
|  |                          |
|  | Tyrannosaurus rex        |
|  |                          |

|  | Zhuchengtyrannus |
|  |                  |
|  | Tarbosaurus      |
|  |                  |

|  | Tyrannosaurus mcraeensis |
|  |                          |
|  | Tyrannosaurus rex        |
|  |                          |

|  | Zhuchengtyrannus |
|  |                  |
|  | Tarbosaurus      |
|  |                  |

|  | Tyrannosaurus mcraeensis |
|  |                          |
|  | Tyrannosaurus rex        |
|  |                          |

|  | Zhuchengtyrannus |
|  |                  |
|  | Tarbosaurus      |
|  |                  |

|  | Tyrannosaurus mcraeensis |
|  |                          |
|  | Tyrannosaurus rex        |
|  |                          |

|  | Zhuchengtyrannus |
|  |                  |
|  | Tarbosaurus      |
|  |                  |

|  | Tyrannosaurus mcraeensis |
|  |                          |
|  | Tyrannosaurus rex        |
|  |                          |

|  | Zhuchengtyrannus |
|  |                  |
|  | Tarbosaurus      |
|  |                  |

|  | Tyrannosaurus mcraeensis |
|  |                          |
|  | Tyrannosaurus rex        |
|  |                          |

|  | Zhuchengtyrannus |
|  |                  |
|  | Tarbosaurus      |
|  |                  |

|  | Tyrannosaurus mcraeensis |
|  |                          |
|  | Tyrannosaurus rex        |
|  |                          |

|  | Zhuchengtyrannus |
|  |                  |
|  | Tarbosaurus      |
|  |                  |

|  | Tyrannosaurus mcraeensis |
|  |                          |
|  | Tyrannosaurus rex        |
|  |                          |

|  | Zhuchengtyrannus |
|  |                  |
|  | Tarbosaurus      |
|  |                  |

|  | Tyrannosaurus mcraeensis |
|  |                          |
|  | Tyrannosaurus rex        |
|  |                          |

|  | Zhuchengtyrannus |
|  |                  |
|  | Tarbosaurus      |
|  |                  |

|  | Tyrannosaurus mcraeensis |
|  |                          |
|  | Tyrannosaurus rex        |
|  |                          |

|  | Zhuchengtyrannus |
|  |                  |
|  | Tarbosaurus      |
|  |                  |

|  | Tyrannosaurus mcraeensis |
|  |                          |
|  | Tyrannosaurus rex        |
|  |                          |

|  | Zhuchengtyrannus |
|  |                  |
|  | Tarbosaurus      |
|  |                  |

|  | Tyrannosaurus mcraeensis |
|  |                          |
|  | Tyrannosaurus rex        |
|  |                          |

|  | Zhuchengtyrannus |
|  |                  |
|  | Tarbosaurus      |
|  |                  |

|  | Tyrannosaurus mcraeensis |
|  |                          |
|  | Tyrannosaurus rex        |
|  |                          |

|  | Zhuchengtyrannus |
|  |                  |
|  | Tarbosaurus      |
|  |                  |

|  | Tyrannosaurus mcraeensis |
|  |                          |
|  | Tyrannosaurus rex        |
|  |                          |

|  | Zhuchengtyrannus |
|  |                  |
|  | Tarbosaurus      |
|  |                  |

|  | Tyrannosaurus mcraeensis |
|  |                          |
|  | Tyrannosaurus rex        |
|  |                          |

|  | Zhuchengtyrannus |
|  |                  |
|  | Tarbosaurus      |
|  |                  |

|  | Tyrannosaurus mcraeensis |
|  |                          |
|  | Tyrannosaurus rex        |
|  |                          |

|  | Zhuchengtyrannus |
|  |                  |
|  | Tarbosaurus      |
|  |                  |

|  | Tyrannosaurus mcraeensis |
|  |                          |
|  | Tyrannosaurus rex        |
|  |                          |

|  | Zhuchengtyrannus |
|  |                  |
|  | Tarbosaurus      |
|  |                  |

|  | Tyrannosaurus mcraeensis |
|  |                          |
|  | Tyrannosaurus rex        |
|  |                          |

|  | Zhuchengtyrannus |
|  |                  |
|  | Tarbosaurus      |
|  |                  |

|  | Tyrannosaurus mcraeensis |
|  |                          |
|  | Tyrannosaurus rex        |
|  |                          |

|  | Zhuchengtyrannus |
|  |                  |
|  | Tarbosaurus      |
|  |                  |

## Paleoecología

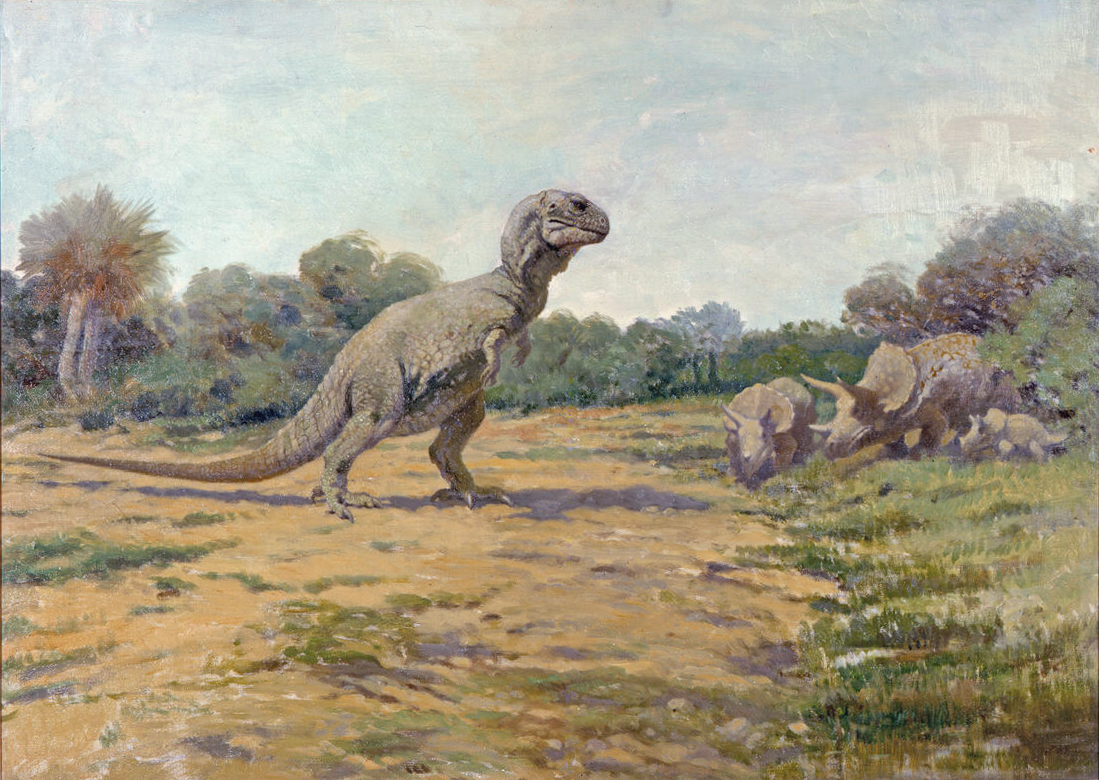
Antigua representación de T. rex (con una postura incorrecta, ver más abajo) en su hábitat natural. Dibujo de Charles R. Knight.

Tyrannosaurus vivía en todo el occidente de Norteamérica, desde Alberta (Canadá) hasta Coahuila en México, justo antes de que los dinosaurios se extinguieran. Normalmente T. rex habitaba en planicies de inundación y bosques subtropicales donde acechaba a sus presas, en zonas demarcadas por ríos, lagos y bosques exuberantes llenos de cicadáceas, helechos, plantas florecidas y árboles como las coníferas, sicomoros y araucarias. Vivió durante lo que se conoce como la etapa faunística de Lanciano, edad Maastrichtiana, al final del Cretácico Superior. Tyrannosaurus ocupó desde Canadá en el norte hasta al menos Nuevo México en el sur de Laramidia. Durante este tiempo, Triceratops fue el principal herbívoro en la parte norte de su rango, mientras que el saurópodo titanosauriano Alamosaurus "dominó" su rango sur. Se han descubierto restos de Tyrannosaurus en diferentes ecosistemas, incluidos los subtropicales interiores y costeros, y las llanuras semiáridas. Se cree que Tyrannosaurus necesitaba extensos radios de acción para su alimentación, debido a la retirada de la Vía Marítima Interior Occidental de Norteamérica, hace 69 millones de años, lo cual incrementó el tamaño del rango de alimento.

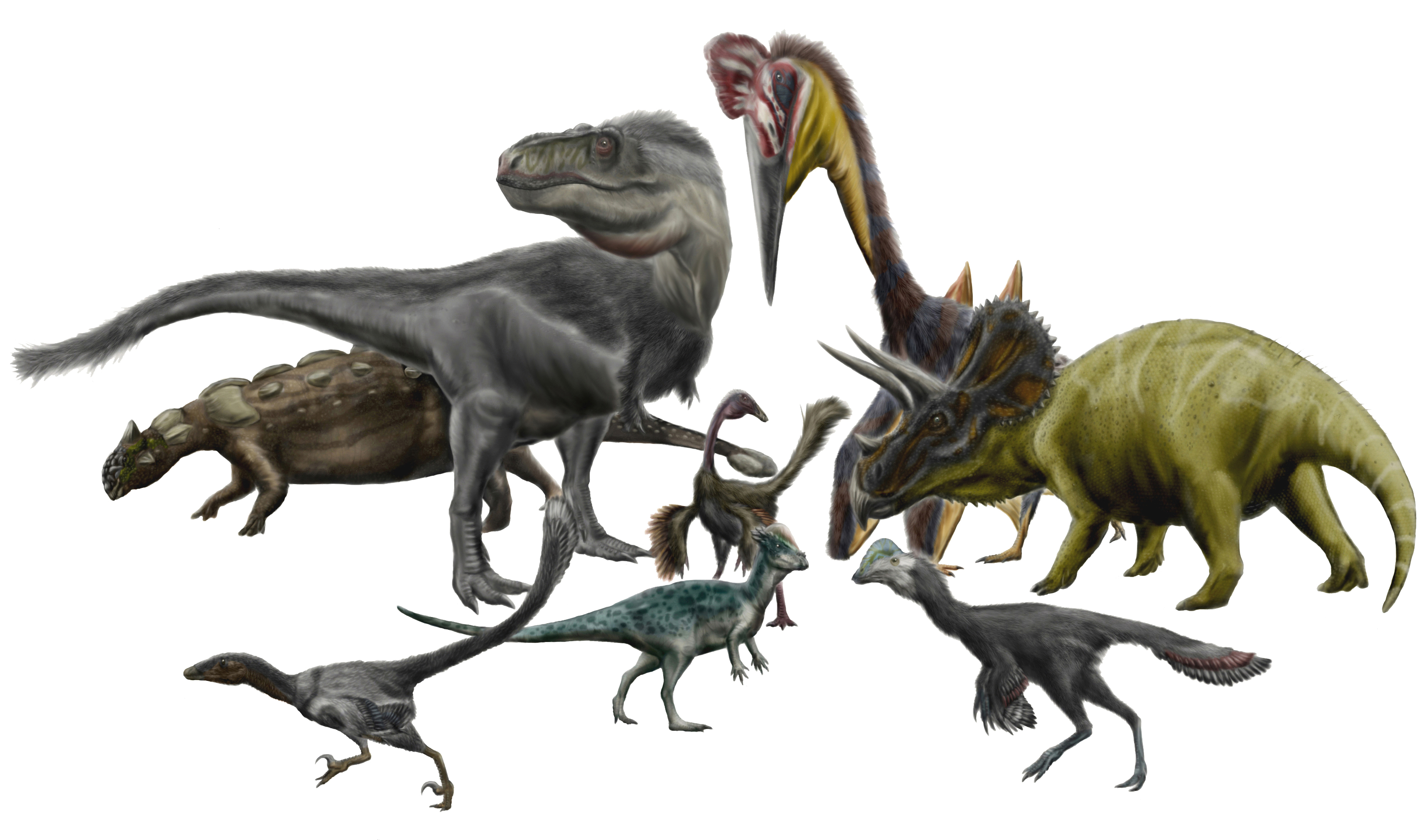
Tyrannosaurus (izquierda), y otros animales de la Formación Hell Creek

En la época de T. rex, Norteamérica presentaba un paisaje natural con algunos elementos que resultarían familiares para el observador actual y otros extraños. Las tortugas de cuero, los cocodrilos, los lucios, Esocidae, y los peces pipa, Lepisosteidae, que vivieron en esa época eran bastante similares a los que se pueden encontrar hoy. Las ranas y los lagartos varanos eran otros animales comunes. Los helechos, colas de caballo, palmas, magnolias, álamos y arbustos eran algunas de las plantas dominantes; los pastos y hierbas ya se habían desarrollado, pero no estaban aún extendidas. Las coníferas como sequoias, araucarias, pinos y cipreses eran comunes. T. rex probablemente vivió en muchos hábitats diferentes debido a su amplio radio de acción, pero muchos de los yacimientos fósiles en donde normalmente se encuentran sus esqueletos parecen haber sido bosques subtropicales y húmedos. Otros habitantes del paisaje son menos familiares y carecen de semejanza con la fauna actual. Los pterosaurios gigantes, como Quetzalcoatlus, planeaban y volaban en los cielos, con envergaduras de alas de más de doce metros. Otros terópodos, incluyendo a los dromeosáuridos, troodóntidos, ornitomímidos y cenagnátidos, podrían haber medido menos de cuatro o cinco metros de largo. Las manadas de ceratópsidos como los Triceratops y Torosaurus, y de hadrosáuridos como los Hadrosaurus y Edmontosaurus, vagaban por la tierra, mientras aves dentadas volaban en los bosques y nadaban en las orillas de los mares, Hesperornis. Otros dinosaurios herbívoros contemporáneos fueron el acorazado Ankylosaurus, los "cabeza-duras" paquicefalosaurios y Stygimoloch, y pequeños ornitópodos como Thescelosaurus. Los mamíferos, predominantemente multituberculados y marsupiales eran todavía pequeños, animales nocturnos que se asemejaban mucho a las ratas y musarañas de hoy, como Ptilodus y Meniscoessus, aunque había géneros excepcionales que parecían ya un poco mayores y desarrollados, como Taeniolabis.

#### Formaciones

Fauna de Hell Creek (Tyrannosaurus en rojo oscuro, izquierda)

Se han encontrado varios restos notables de Tyrannosaurus en la Formación Hell Creek. Durante el Maastrichtiense esta zona era subtropical, con un clima cálido y húmedo. La flora consistía principalmente en angiospermas, pero también incluía árboles como la secuoya roja, Metasequoia y la araucaria. Tyrannosaurus compartió este ecosistema con los ceratópsidos Leptoceratops, Torosaurus y Triceratops, el hadrosáurido Edmontosaurus annectens, el parksosáurido Thescelosaurus, los anquilosaurios Ankylosaurus y Denversaurus, los paquicefalosaurios Pachycephalosaurus y Sphaerotholus, y los terópodos Ornithomimus, Struthiomimus, Acheroraptor, Dakotaraptor, Pectinodon y Anzu.
Otra formación con restos de Tyrannosaurus es la Formación Lance de Wyoming. Esto se ha interpretado como un entorno pantanoso similar a la costa del Golfo de hoy. La fauna era muy similar a Hell Creek, pero con Struthiomimus reemplazando a su pariente Ornithomimus. El pequeño ceratópsido Leptoceratops también vivía en la zona.
En su rango sur, Tyrannosaurus vivía junto al saltasáurido Alamosaurus, los ceratopsianos Torosaurus, Bravoceratops y Ojoceratops, hadrosaurios que consistían en una especie de Edmontosaurus, Kritosaurus y una posible especie de Gryposaurus, el nodosaurio Glyptodontopelta, el oviráptorido Ojoraptosaurus, posibles especies de los terópodos Troodon y Richardoestesia, y el pterosaurio Quetzalcoatlus. Se cree que la región estuvo dominada por llanuras interiores semiáridas, luego del probable retroceso de la vía marítima interior occidental a medida que caía el nivel global del mar.
Tyrannosaurus también pudo haber habitado la formación Lomas Coloradas de México en Sonora. Aunque falta evidencia esquelética, seis dientes caídos y rotos del lecho fósil se han comparado minuciosamente con otros géneros de terópodos y parecen ser idénticos a los de Tyrannosaurus. Si es cierto, la evidencia indica que el rango de Tyrannosaurus era posiblemente más extenso de lo que se creía anteriormente. Es posible que los Tyrannosaurus fueran originalmente especies asiáticas, que emigraron a América del Norte antes del final del período Cretácico.

#### Estimaciones de las poblaciones
Según estudios publicados en 2021 por Charles Marshall et al., la población total de Tyrannosaurus adultos en un momento dado fue quizás de 20 000 individuos, y las estimaciones por computadora también sugirieron una población total no inferior a 1300 ni superior a 328 000. Los propios autores sugieren que la estimación de 20.000 individuos es probablemente más baja de lo que debería esperarse, especialmente cuando se tiene en cuenta que las pandemias de enfermedades podrían acabar fácilmente con una población tan pequeña. A lo largo de la existencia del género, se estima que hubo alrededor de 127.000 generaciones y que esto sumó un total de aproximadamente 2.500 millones de individuos hasta su extinción.

Gráfico del censo promediado en el tiempo para dinosaurios de cuerpo grande de toda la Formación Hell Creek en el área de estudio.

En el mismo artículo, se sugiere que en una población de Tyrannosaurus adultos de 20 000, la cantidad de individuos que vivían en un área del tamaño de California podría llegar a los 3800 animales, mientras que un área del tamaño de Washington D. C. podría albergar una población de solo dos Tyrannosaurus adultos. El estudio no tiene en cuenta la cantidad de animales juveniles del género presentes en esta población estimada debido a que ocupan un nicho diferente al de los adultos y, por lo tanto, es probable que la población total sea mucho mayor al tener en cuenta este factor. Simultáneamente, los estudios de carnívoros vivos sugieren que algunas poblaciones de depredadores tienen una densidad más alta que otras de peso similar, como los jaguares y las hienas, que tienen un peso similar pero tienen densidades de población muy diferentes. Por último, el estudio sugiere que, en la mayoría de los casos, solo uno de cada 80 millones de Tyrannosaurus se fosilizaría, mientras que las posibilidades eran tan altas como una de cada 16,000 de que un individuo se fosilizara en áreas que tenían poblaciones más densas.
Meiri, en 2022, cuestionó la confiabilidad de las estimaciones, citando como deficiencias la incertidumbre en la tasa metabólica, el tamaño corporal, las tasas de supervivencia específicas por sexo y edad, los requisitos de hábitat y la variabilidad del tamaño del área de distribución, que Marshall et al. no tuvieron en cuenta. Los autores de la publicación original respondieron que si bien están de acuerdo en que las incertidumbres reportadas probablemente eran demasiado pequeñas, su marco es lo suficientemente flexible para adaptarse a la incertidumbre en fisiología y que sus cálculos no dependen de cambios a corto plazo en la densidad de población y el rango geográfico, sino más bien en sus promedios a largo plazo. Finalmente, comentan que sí estimaron el rango de curvas de supervivencia razonables y que sí incluyeron la incertidumbre en el momento de inicio de la madurez sexual y en la curva de crecimiento al incorporar la incertidumbre en la masa corporal máxima.